# Araucária
Araucária (nome científico: Araucaria angustifolia) é a espécie arbórea dominante da floresta ombrófila mista, ocorrendo majoritariamente na região Sul do Brasil, principalmente no estado do Paraná até as serras do Rio Grande do Sul, mas também sendo encontrada no leste e sul do estado de São Paulo, sul do estado de Minas Gerais, principalmente na Serra da Mantiqueira, na Região Serrana do estado do Rio de Janeiro e em pequenos trechos da Argentina e Paraguai, sendo conhecida por muitos nomes populares, entre eles pinheiro-do-paraná, pinheiro-brasileiro, pinheiro-das-missões, apesar de não ser um verdadeiro pinheiro (gênero Pinus) e tampouco pertencer à família dos pinheiros (Pinaceae). É também conhecida por nomes de origem indígena, curi ou curiúva (em guarani) e fág (em caingangue). A espécie foi inicialmente descrita como Columbea angustifolia Bertol. 1819.
Sua origem remonta a mais de 200 milhões de anos, quando os continentes americano e africano eram unidos, e posteriormente foi disseminada pela América do Sul, desde a Argentina até o Nordeste brasileiro.
Conífera dioica, perenifólia e heliófita, pode atingir alturas de 50 m, com um diâmetro de tronco à altura do peito de 2,5 m. Sua forma é única na paisagem brasileira, parecendo uma taça ou umbela. Ocupando uma área original de 200 mil km², a partir do século XIX foi intensamente explorada pelo seu alto valor econômico, dando madeira utilíssima e sementes nutritivas, e hoje seu território está reduzido a uma fração mínima, o que segundo a União Internacional para a Conservação da Natureza e dos Recursos Naturais (IUCN) coloca a araucária em Perigo Crítico de Extinção.
A araucária, apesar de popular, não é conhecida completamente pela ciência. Diversos estudos vêm sendo feitos recentemente para melhor compreender a ecologia e biologia desta árvore; também são necessários para orientar as urgentes medidas de proteção que ainda precisam ser tomadas para assegurar a sobrevivência desta espécie sensível e altamente especializada em um ambiente que rapidamente vai sendo invadido e destruído pelo homem, mas ainda persistem muitas incertezas e contradições em vários aspectos. Esse conhecimento imperfeito da matéria, que confunde até a conceituação e aplicação das leis ambientais que deviam protegê-la e ainda não conseguem fazê-lo — veja-se o recuo continuado das áreas onde sobrevive — mais as variadas exigências que a planta impõe no cultivo planejado para que possa render bem, desanimam muitos reflorestadores, que preferem espécies mais bem conhecidas, de crescimento mais rápido e que não demandem tantos cuidados. Entretanto, os estudiosos são unânimes em declarar a necessidade de sua salvação, tanto por sua importância econômica e ecológica como paisagística e cultural. Tornou-se, não por acaso, símbolo do estado do Paraná, deu o nome a Curitiba, e aparece nos brasões das cidades de Apiaí, Araucária, Caçador, Campos do Jordão, Canoinhas, Fazenda Rio Grande, Itapecerica da Serra, Ponta Grossa, Santo Antônio do Pinhal, São Carlos, São José dos Pinhais e Taboão da Serra.

## Origem e taxonomia

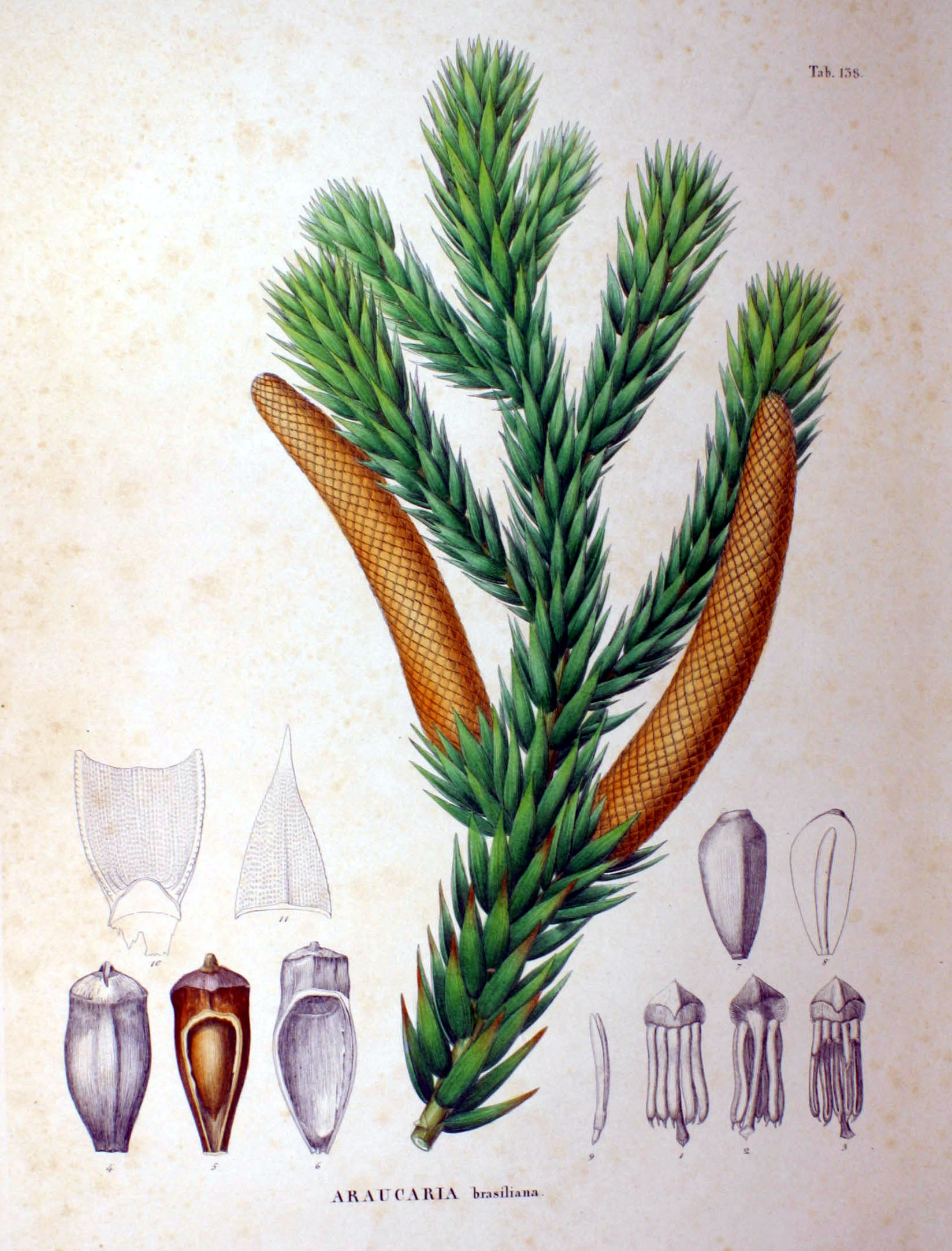
Descrição anatômica de partes da Araucaria angustifolia por Siebold & Zuccarini, em Flora Japonica, 1870

O gênero Araucaria fazia parte da flora terrestre já no período Triássico (250-200 milhões de anos atrás); hoje é restrito ao Hemisfério Sul e compreende 20 espécies. A espécie Araucaria angustifolia se originou no início do período Jurássico, há 200 milhões de anos, e sua ocorrência primitiva diverge bastante da atual, sendo encontrados fósseis no Nordeste brasileiro. Sua expansão para o sul é recente, ocorrendo durante o Pleistoceno tardio e Holoceno inicial, possivelmente resultado de uma mudança climática e de migrações de floras refugiadas nos vales das serras através dos cursos dos rios.
Foi descrita inicialmente como Columbea angustifolia por A. Bertoloni em 1819; Araucaria brasiliana por A. Richard, em 1822. Hoje sua denominação oficial é Araucaria angustifolia (Bertol.) O. Kuntze 1898, e sua descrição foi publicada na sua Revisio Generum Plantarum. Seu nome genérico deriva de Arauco, uma região do Chile, e seu nome específico é uma palavra latina significando "folha estreita". Pertence à ordem Coniferae, classe Coniferopsida, família Araucariaceae. A espécie Araucaria angustifolia se ramifica em 9 subespécies: elegans, sancti josephi, angustifolia, caiova, indehiscens, nigra, striata, semi-alba e alba.
Popularmente é conhecida como pinheiro-do-paraná, pinheiro-brasileiro, araucária, paraná, pinheiro-branco, pinheiro-chorão, curiúva, pinheiro-elegante, pinheiro-de-ponta-branca, pinheiro-preto, pinheiro-rajado, pinheiro-são-josé, pinheiro-macaco, pinheiro-caiová, pinheiro-das-missões. Os indígenas a chamavam curi; no comércio internacional, chamam-na de Brazilian pine ou Paraná pine.

## Características gerais

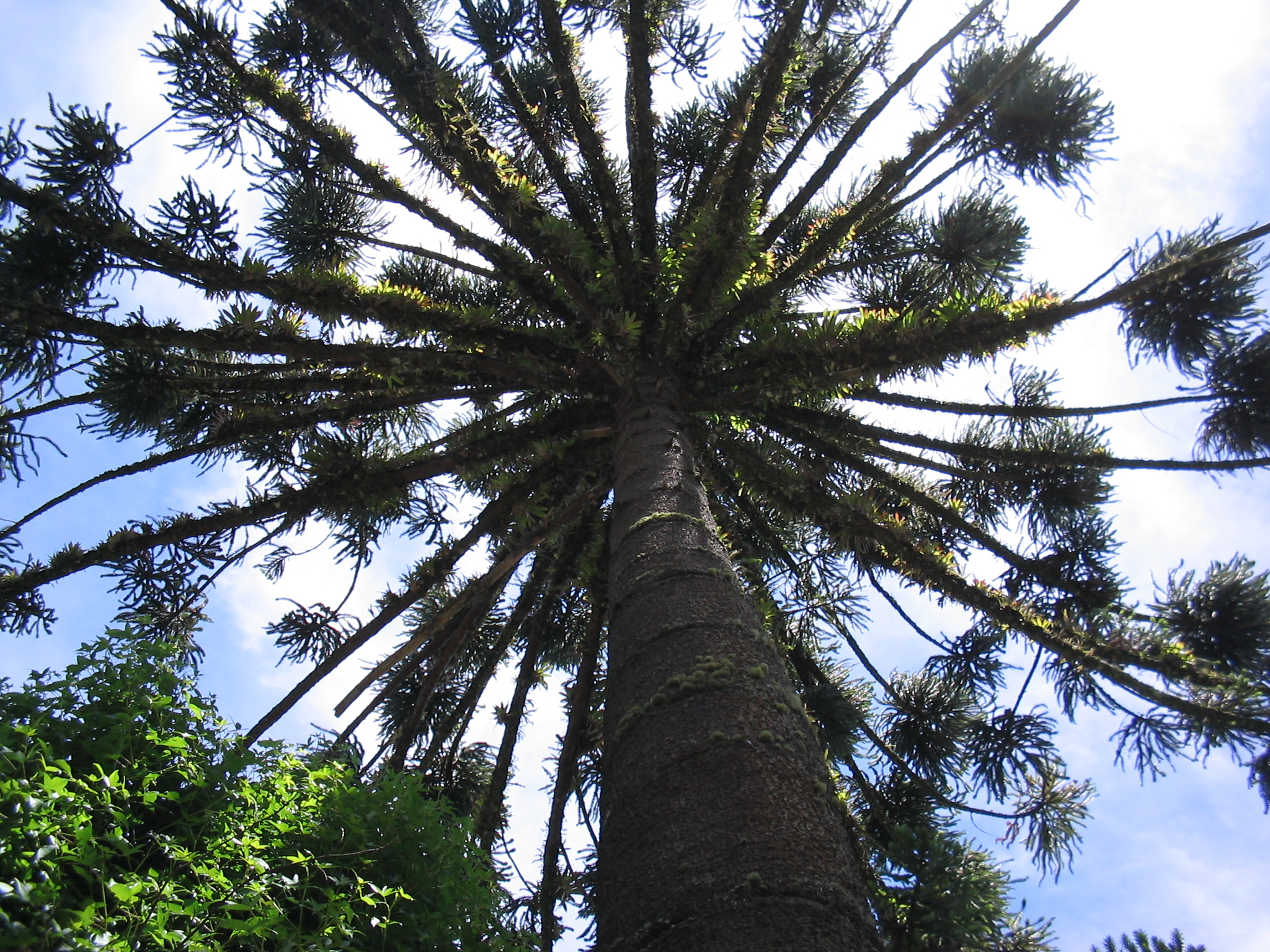
Detalhe da disposição radial da copa

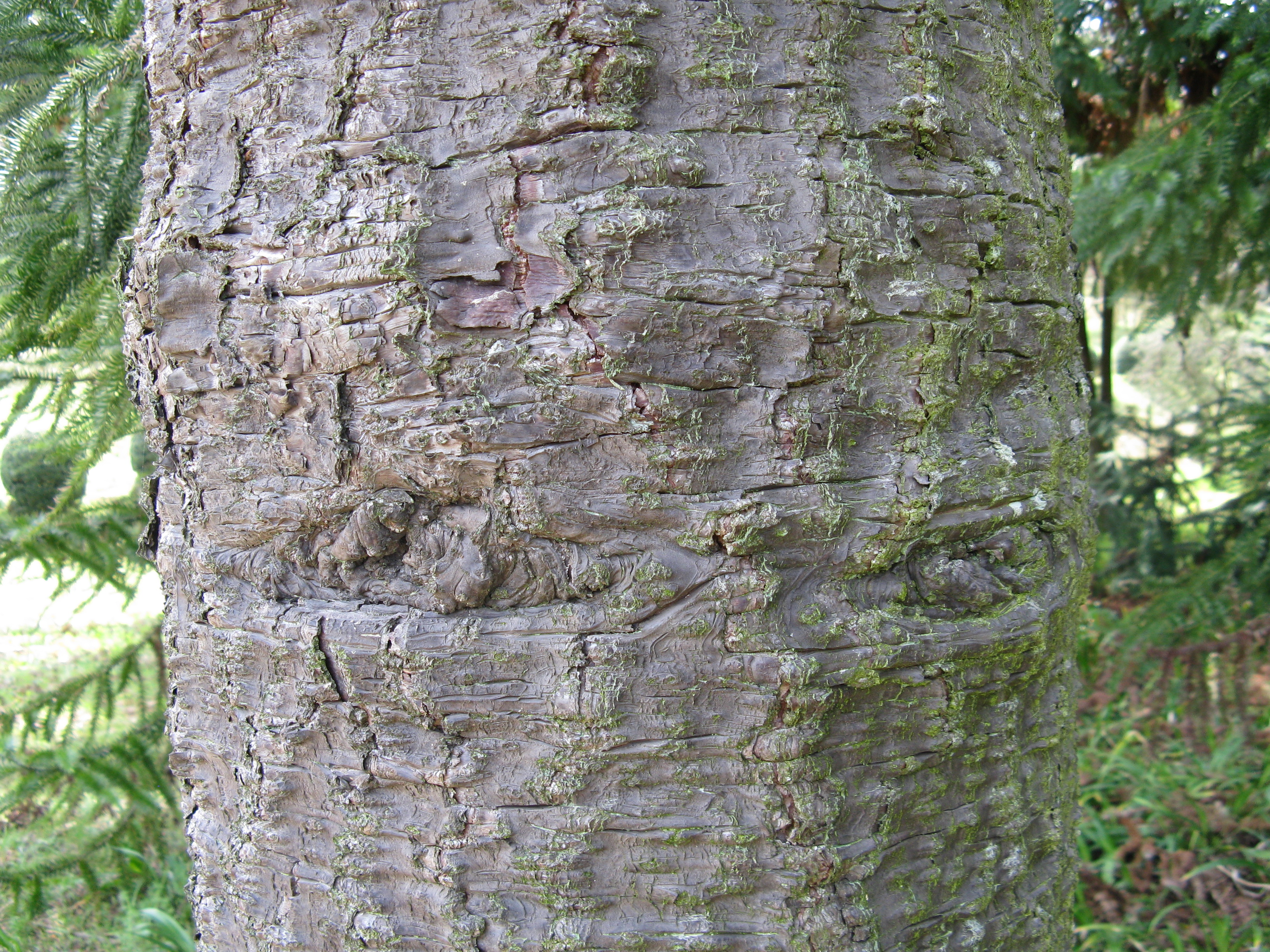
Detalhe do tronco, com a casca rugosa típica

É uma conífera terrestre de solo seco, perenifólia, heliófita, usualmente dioica. Sua forma é inconfundível, com um tronco colunar que pode chegar a 50m de altura e 2,5 m de diâmetro, sustentando uma copa de simetria radial em candelabro ou umbela. Quando jovens, as árvores têm uma copa em cone. De regra, porém, não atinge dimensões tão imponentes, com altura variando de 10 a 35m e diâmetro do tronco entre 50 e 120 cm, quando adulta.
Sua morfologia apresenta variações de acordo com as condições de solo, competição e disponibilidade de luz. O tronco é ortotrópico, monopodial e com crescimento rítmico indefinido. O padrão de ramificação é também rítmico e os galhos apresentam um desenvolvimento siléptico. No adulto os galhos são arranjados em pseudoverticilos no tronco, sendo predominantemente plagiotrópicos com uma tendência ortotrópica dos ápices. Os ramos são arranjados nos galhos em pares, mais ou menos no mesmo plano. Suas folhas, as acículas, são verde-escuras, simples, alternas, espiraladas, lineares a lanceoladas, coriáceas, com ponta terminando em um espinho muito pungente, podendo chegar a 6 cm de comprimento por 1 cm de largura.
A casca externa tem até 15 cm de espessura, cor marrom-arroxeada, é persistente, áspera, rugosa, desprendendo se em lâmina na parte superior do fuste; a casca interna é resinosa, esbranquiçada, cor rosada. Seu sistema radicular depende do tipo do solo. Quando em latossolos a planta produz uma raiz axial (ou pivotante) de cerca de 1,8 m de profundidade, mas cresce como sistema fasciculado em litossolos ou solos muito úmidos, com crescimento lateral mais pronunciado.
As flores femininas são estróbilos, conhecidas popularmente como pinhas, e as masculinas são amentos ou cones cilíndricos com escamas coriáceas que protegem os sacos de pólen, com comprimento variando de 10 a 22 cm e diâmetro entre 2 e 5 cm. As araucárias não têm frutos verdadeiros, ou seja, suas sementes não são envolvidas por uma polpa. Os pseudofrutos ficam agrupados nas pinhas que, maduras, assumem uma forma esférica, com um diâmetro de cerca de 15 a 30 cm, e chegam a pesar 5 kg. As sementes, os pinhões, se originam em brácteas do amentilho feminino, desenvolvendo-se a partir de óvulos nus; são de cor marrom, cônicas, aladas, com cerca de 5 cm de comprimento, peso médio de 8,7 g, ápice em espinho achatado e curvo; seu tegumento coriáceo esconde um endosperma nutritivo, ou amêndoa, rico em amido e aminoácidos, que envolve os cotilédones.
Os ramos secos da araucária possuem um alto valor energético, podendo ser indicados para produção de compactados de biomassa, conhecidos como Pellets.

## Distribuição

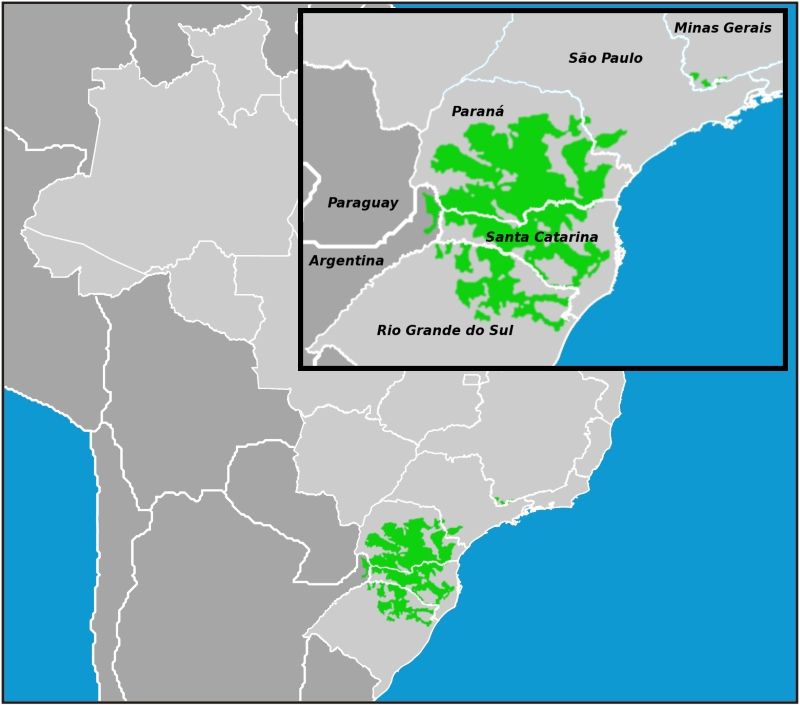
Distribuição da floresta ombrófila mista

A araucária ocorre como a espécie arbórea dominante da floresta ombrófila mista da América do Sul, entre as latitudes de 18º e 30º sul. Desenvolve-se, de acordo com Angeli (embora outros autores ofereçam dados ligeiramente diferentes), em altitudes de 800 a 1 800 m no norte de sua distribuição, e entre 500 e 1 200 m na parte sul, em regiões de precipitação anual uniforme entre 1 250 e 2 200 mm, e de temperaturas médias anuais de 10 a 18 °C (mas tolera bem temperaturas de até -5 °C). Prefere solos profundos, férteis e bem drenados. Também é encontrada em bosques isolados em áreas de campo. A maior parte de sua área de ocorrência está dentro do Brasil, das serras do Rio Grande do Sul ao Paraná, com outros pontos até Minas Gerais e pequenos trechos na Argentina e Paraguai. Existem ocorrências até as proximidades do Rio Doce em Minas Gerais e no Rio de Janeiro em áreas de altitude elevada. Augusto Ruschi relatou a presença da espécie no ano de 1939 em um bosque relicto na Serra do Caparaó no Espírito Santo, acima de 1700 m de altitude, com cerca de 300 indivíduos adultos. Foi introduzida artificialmente, entre outros lugares, no sul da Bahia, na África do Sul, na Austrália, no Quênia, em Madagascar, Portugal e no Zimbábue, com comportamento variável.

## Ecologia

### Papel na sucessão biológica
As áreas de ocorrência natural apresentam considerável diversificação quanto à geologia e geomorfologia dos solos regionais, o que favorece o aparecimento de diferentes associações florísticas, fazendo da mata de araucária não uma formação homogênea e contínua, mas formações vegetais com múltiplas associações que variam de acordo com o estágio de sucessão biológica.

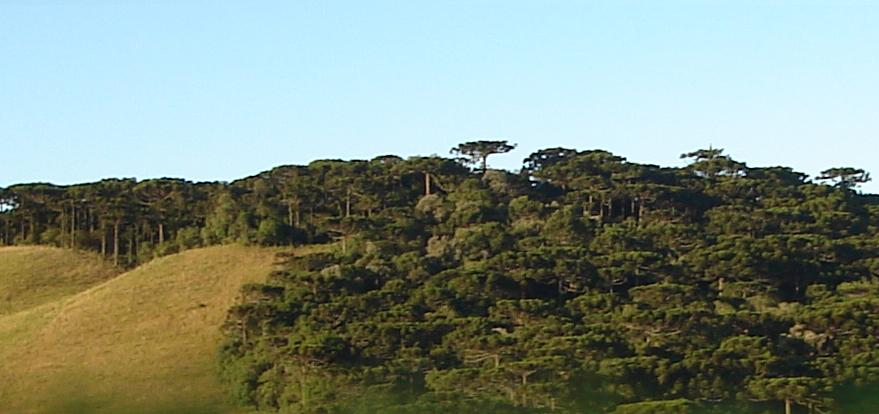
Trecho de floresta ombrófila mista em Caxias do Sul, observando-se o denso dossel das copas das araucárias cobrindo o restante da vegetação.

A estratégia de multiplicação das araucárias, que combina a dependência de ambientes abertos e bem iluminados com uma longevidade muito alta, as caracteriza como pioneiras de vida longa. As populações de araucárias adultas dominam extensos trechos florestais e formam um estrato emergente quase contínuo acima das copas das outras espécies arbóreas da região. No interior dessas florestas, porém, as araucárias jovens são raras, pois geralmente não conseguem brotar e se desenvolver bem na sombra, não chegando à idade adulta. Esta estratégia corresponde bem ao Modelo Lozango, proposto para explicar a ecologia das florestas de coníferas da Nova Zelândia e regiões vizinhas, em que grandes coníferas adultas são numerosas nas florestas maduras mas só conseguem regenerar suas populações após perturbações em grande escala no tecido florestal, como tornados, incêndios e deslizamento de encostas, que desmatam algumas áreas, permitindo a insolação abundante de terrenos novos, que se tornam aptos para colonização pela pioneira.  De acordo com Solórzano-Filho & Kraus,
"A dinâmica populacional da araucária está fortemente relacionada com o processo de sucessão das Matas de Araucária. A araucária é uma espécie emergente e marcadora da fisionomia da vegetação. Esta espécie, ao colonizar áreas abertas ou de campo, cria condições que facilitam o recrutamento de outras espécies vegetais por meio de sombreamento dado por sua copa. Assim, sob estas desenvolvem-se outras espécies arbóreas e herbáceas formando um sub-bosque. Até este estágio de sucessão, indivíduos jovens de araucária podem ser observados. Com o pleno desenvolvimento do sub-bosque, somente indivíduos adultos de araucária são encontrados formando o extrato superior do dossel, porque as condições de sombreamento impedem o recrutamento de novos indivíduos desta espécie".
As araucárias tem uma forte atuação no processo de nucleação. Neste processo araucárias estabelecidas em campos e pastagens agem como plantas-enfermeiras, atraindo aves dispersoras de sementes que promovem a colonização do local por outras espécies de árvores. Este processo ajuda a expansão florestal sobre campos naturais e facilita a regeneração de áreas florestais degradadas.
Em uma floresta primária são encontrados de cinco a 25 exemplares por hectare. Mesmo sendo exclusiva da floresta ombrófila mista, a araucária também ocorre em áreas de transição para a floresta estacional semidecidual e a floresta ombrófila densa. Está frequentemente associada a outras espécies vegetais, principalmente dos gêneros Ilex, Podocarpus, Alchornea, Cordia, Jacaratia, Ocotea, Patagonula e Peltophorum, os fetos arbóreos Alsophila e Dicksonia.

### Dispersão de sementes e ameaças

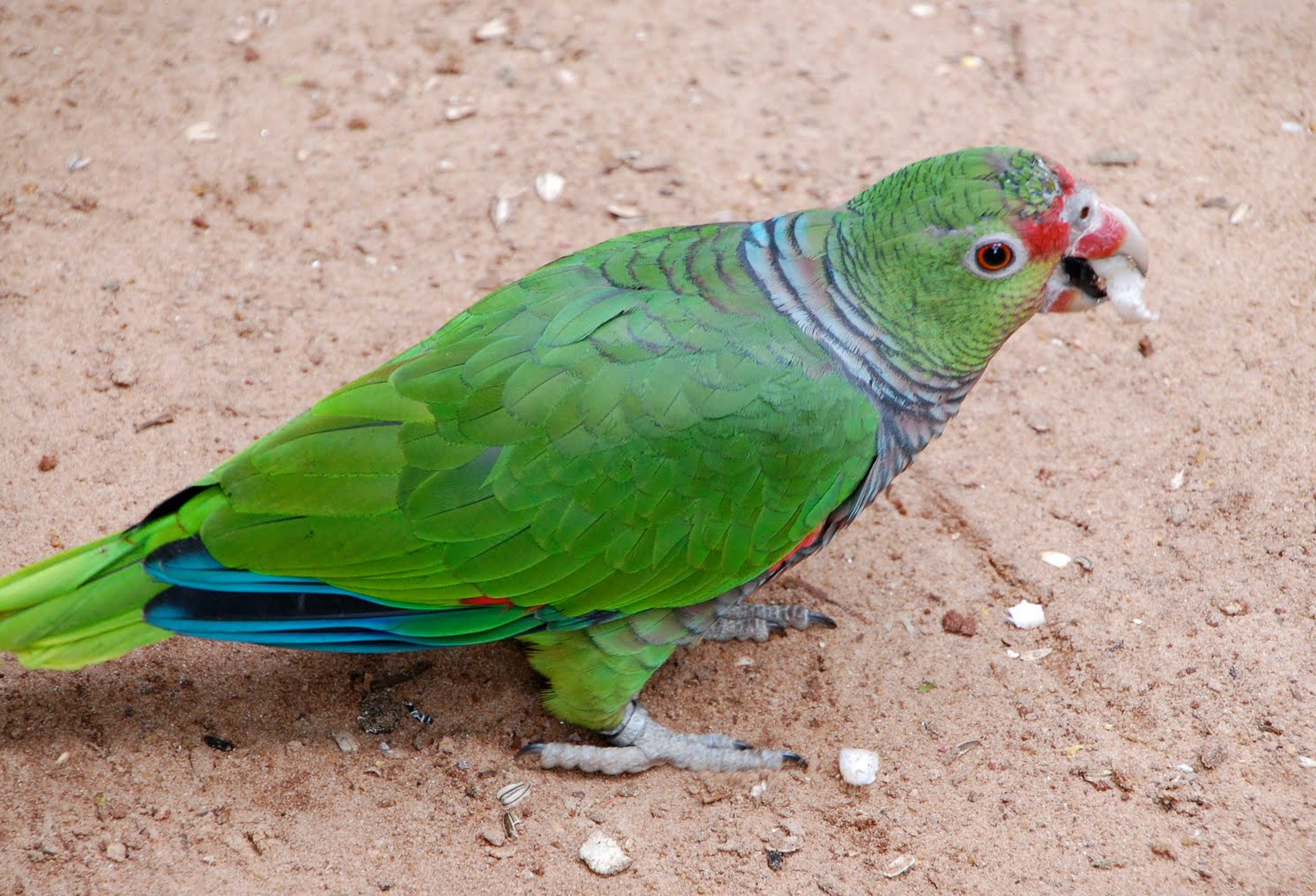
Papagaio-de-peito-roxo, um dos disseminadores de sementes, no Parque Nacional do Iguaçu.

É fonte de alimento para a fauna local, que contribui dispersando suas sementes. Diz Carvalho que:

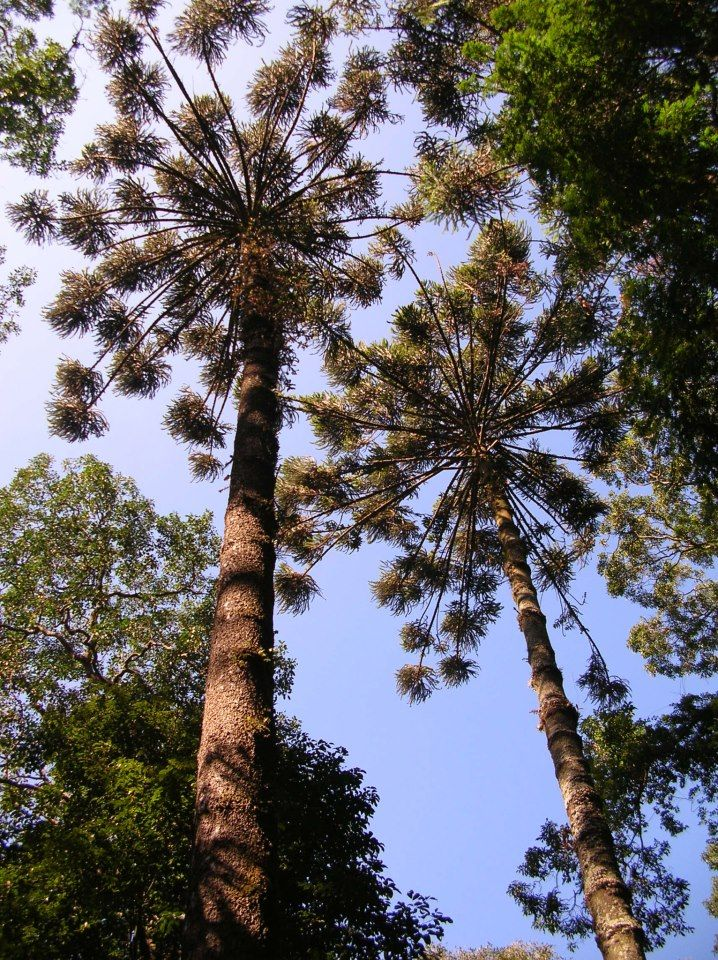
Araucárias remanescentes na Serra da Cantareira paulistana.

"A cutia (Dasyprocta azarae), como grande apreciadora que é do pinhão e pelo costume que tem de enterrar as sementes, para comê-las depois, talvez seja, graças a este comportamento, uma das disseminadoras mais importantes do pinheiro... É tradição no Sul do Brasil, principalmente no Paraná, considerar a gralha-azul (Cyanocorax caeruleus) como o principal dispersor da pinheiro-do-paraná. Porém, ela raramente desce ao solo, vivendo o tempo todo no alto das árvores, na floresta. Quem esconde o pinhão no chão, para possivelmente vir buscá-lo mais tarde, é a gralha-picaça ou gralha-amarela, Cyanocorax chrysops... Outra ave que atua como dispersora do pinheiro-do-paraná é o papagaio-de-peito-roxo, Amazona vinacea... Na Serra da Mantiqueira, em Minas Gerais, entre os principais dispersores desta espécie podem ser mencionados os aiurus, os tucanos, as tiribas e os macacos... O homem, que também utiliza o pinhão na sua alimentação, pode, em certos casos, funcionar como agente dispersor."
Entre outros animais que se beneficiam das sementes estão quatis, pacas, bugios, ouriços, camundongos, esquilos, besouros e formigas. Dá substrato para mais de 50 espécies de epífitas, entre plantas vasculares, musgos e líquens, e abrigo para os ninhos de 23 espécies de formigas. Mantém além disso importantes associações mutualísticas com cerca de 15 espécies de fungos sob a forma de micorrizas, que facilitam a absorção de nutrientes. Os gêneros fúngicos mais encontrados, segundo Zandavalli, Stürmer & Dillenburg, são o Acaulospora e Glomus.
Segundo um estudo realizado por Reinhard Maack em 1968, a área original de ocorrência da araucária representava 36,67% da área do estado do Paraná (ou 73 088,75 km²), 60,13% do estado de Santa Catarina (ou 57 331,65 km²), 24,6% da área do estado de São Paulo (ou 53 613,23 km²) e 17,38% do estado do Rio Grande do Sul (ou 48 967,89 km²).
A devastação de seu ecossistema iniciou-se no século XIX; acelerando-se a partir do século XX. Nesse último período, tal pinheiro teve sua área de ocorrência severamente reduzida. Atualmente, a araucária e seu ecossistema, continuam sendo explorados e devastados, muitas vezes de forma ilegal. Relativamente poucas iniciativas de reflorestamento são realizadas com esta espécie, cujas populações e áreas de ocorrência vêm se reduzindo em pelo menos 50% nos últimos 10 anos. Estes fatos a incluíram na Lista Vermelha da IUCN como em perigo crítico (CR).
A severa redução da população de araucárias ameaça de extinção não somente sua própria espécie, mas muitos outros organismos a ela intimamente associados, como a canela-sassafrás (Ocotea pretiosa), a canela-preta (Ocotea catarineneses), a imbuia (Ocotea porosa), o xaxim (Alsophila setosa), a gralha-azul (Cyanocorax caeruleus), o macuco (Tinamus solitarius), os inhambus do gênero Crypturelus, a jacutinga (Pipile jacutinga), diversas espécies de epífitas etc.

## Reprodução e crescimento

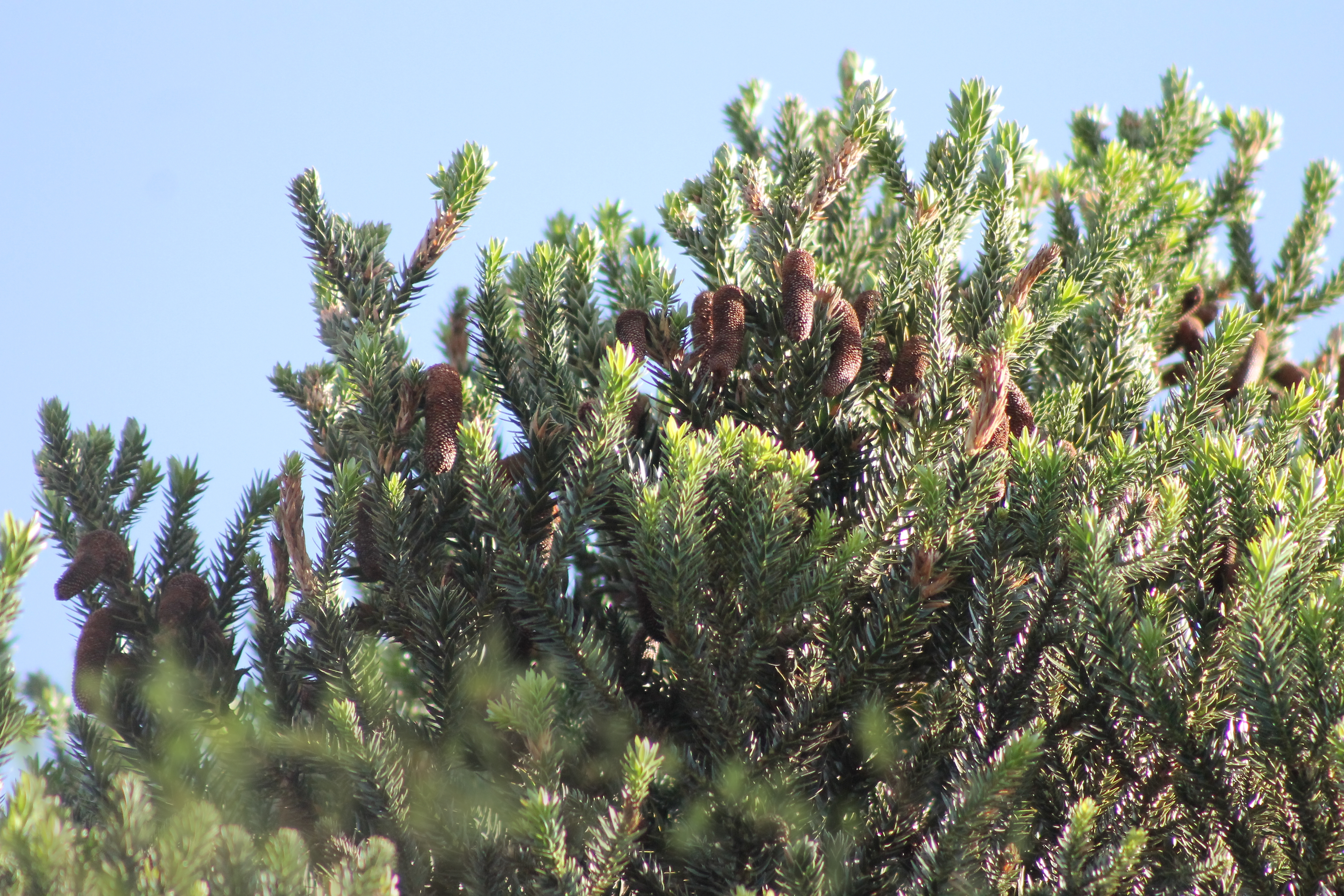
Formação de estróbilos masculinos (pinhas) da araucária durante o verão.

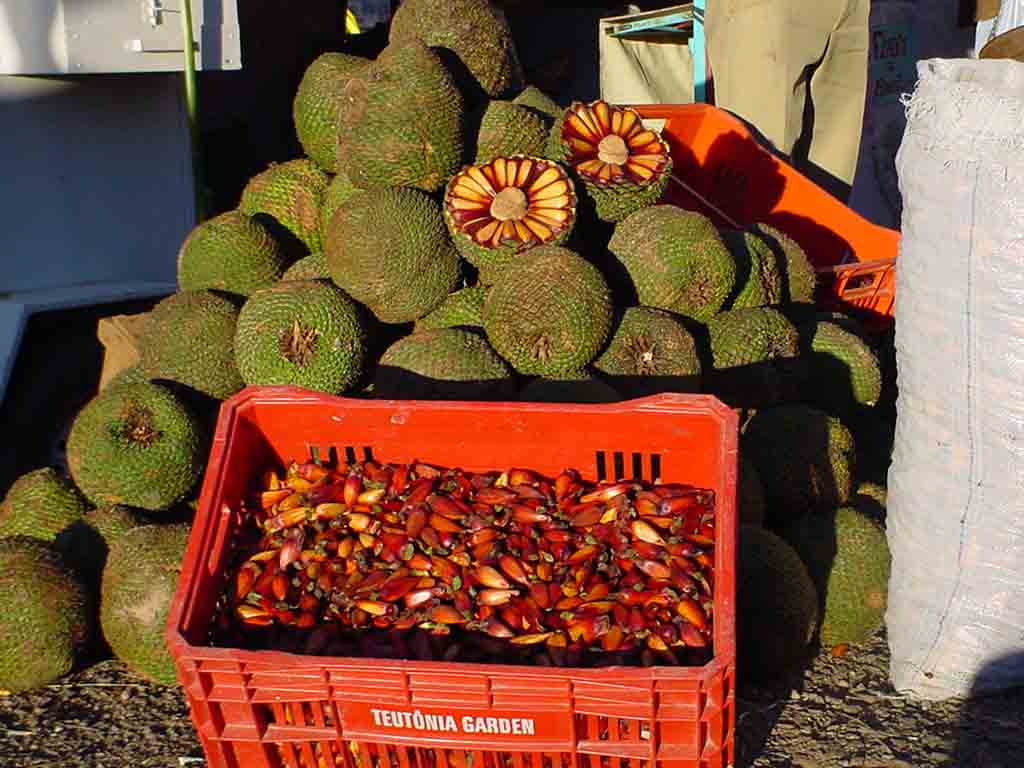
Pinhas e sementes

É uma espécie dioica, com árvores unissexuadas, ocasionalmente encontrando-se exemplares monoicos, ou seja, com ambos os sexos. Sua reprodução se dá por sementes. A reprodução vegetativa espontânea não foi registrada entre os pinheiros-do-paraná, mas a enxertia é possível. Estatisticamente, o número de indivíduos masculinos e femininos são iguais, ou seja, a razão sexual não difere da unidade. É anemófila, o que significa que depende do vento para a polinização de suas flores e posterior geração de novas sementes. A polinização acontece entre agosto e outubro, quando estão maduros os cones de pólen, mas a floração feminina ocorre todo o ano.
A araucária não apresenta nectário, mas possui uma gota receptora constituída de uma substância pegajosa e que aparece na superfície do estróbilo, nas reentrâncias deixadas pela junção das brácteas escamiformes. Os grãos de pólen, caindo sobre esta gota pegajosa, ficam aderidos e encontram umidade para iniciar a formação do tubo polínico. Cada pinha pode ter até 500 esporófilos, mas em média somente 1 em 20 são férteis.
As sementes precisam de quatro anos para completar o amadurecimento. As pinhas maduras caem dos galhos entre maio e agosto, quando rebentam e esparramam as sementes do interior em um raio de até 80m em torno da árvore. A disseminação complementar se dá através de animais, que se alimentam delas e as transportam para outros locais. A árvore dá suas primeiras pinhas com 12 a 15 anos, quando em plantios, mas na natureza só inicia a reprodução, de acordo com Angeli, aos 20 anos. Uma árvore dá em média em torno de 40 pinhas ao ano, podendo chegar até a 200.
Apesar da crença popular de que as araucárias produzem safras abundantes de sementes de forma cíclica, com intervalos de dois a três anos entre grandes safras, nenhum ciclo de produção foi encontrado por Souza e colaboradores. Esta pesquisa utilizou dados de produção de sementes coletados durante 13 anos consecutivos em uma propriedade em Santa Catarina, além de dados comerciais da CEASA de Porto Alegre sobre a produção de municípios gaúchos durante um período de cerca de 30 anos. A conclusão foi de que a produção de pinhões é aleatória ao longo do tempo, embora regiões próximas tenham tendência de produzir de forma um pouco sincrônica.

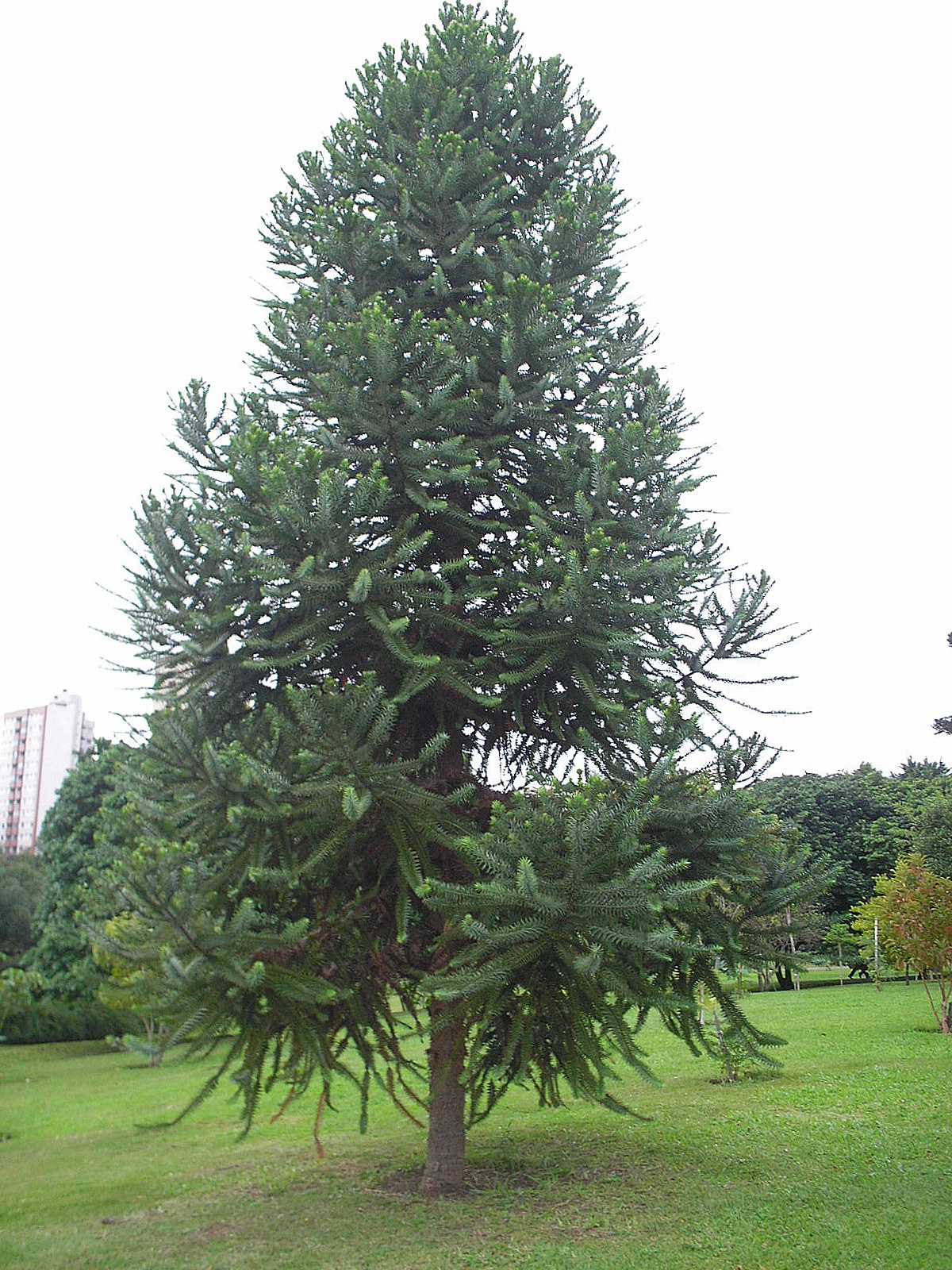
Exemplar jovem

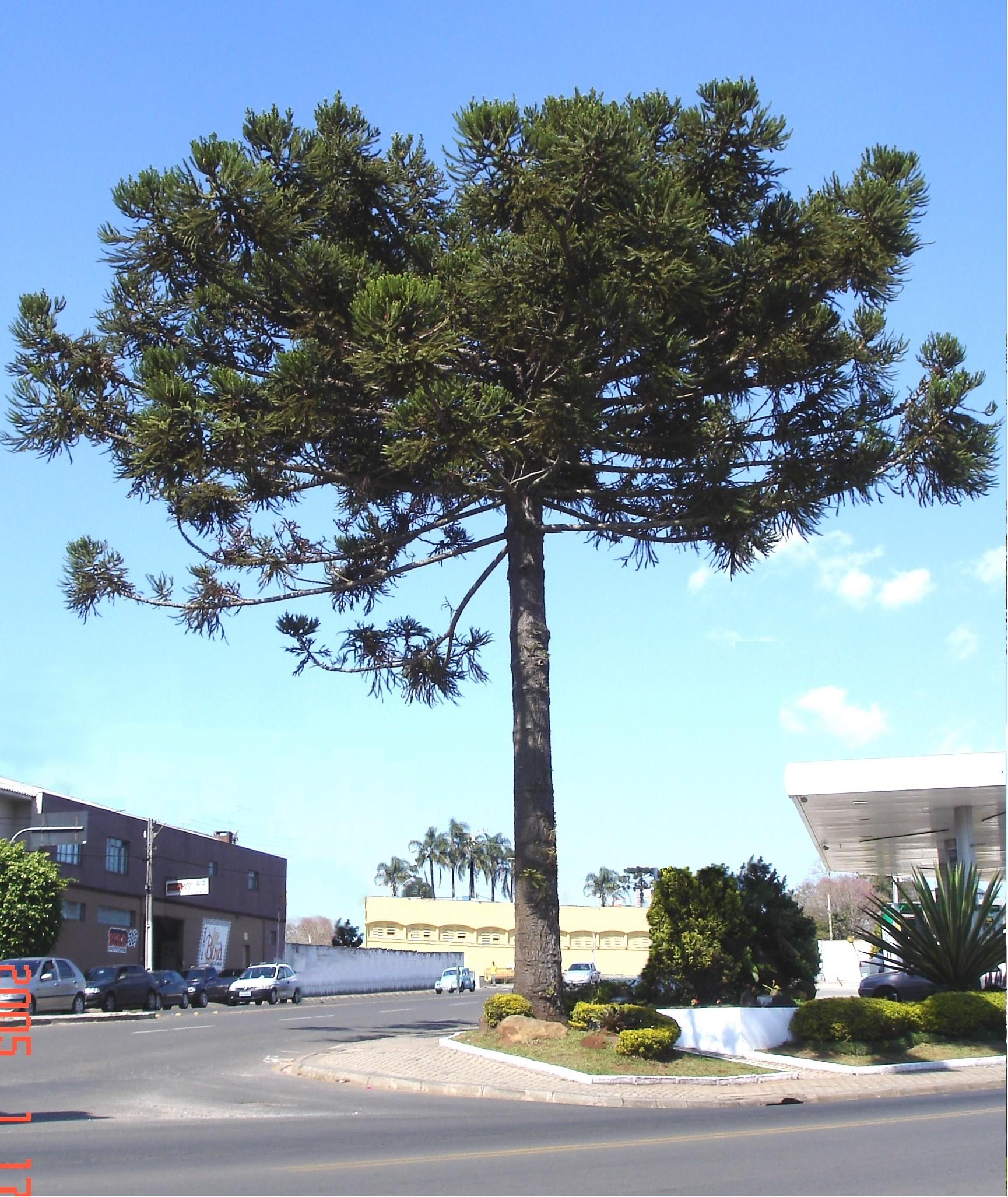
Um exemplar plenamente desenvolvido em área urbana

As sementes germinam logo após o contato com a terra, o que devem fazer, pois sua viabilidade é de apenas seis semanas, e se permanecerem expostas sobre o solo por muito tempo serão quase certamente devoradas. Apenas 0,05% das sementes sobrevive e germina. O broto assim que nasce lança um longa raiz pivotal, por isso sua preferência por solos profundos. A profundidade é mais importante para seu crescimento do que as características químicas do solo, mas solos pobres também a prejudicam severamente, a ponto de obrigarem a planta a permanecer com baixa altura e a assumir sua forma senil umbeliforme antes dos 20 anos. Sanquetta & Netto afirmam que em áreas de solo raso ou com pedregulho em quantidade, ou de lençol freático próximo da superfície, as raízes atrofiam e morrem antes dos 5 anos de idade.
Cresce até em áreas de mata densa com muita sombra, mas prefere um sombreamento apenas moderado até os dois anos. Nos primeiros anos a araucária cresce pouco. Logo após que germina e quando está embaixo de uma floresta, o crescimento é de 7 cm por ano, podendo levar muitos anos até atingir 1 m de altura. Depois sofre um estirão de crescimento até seus 20 e poucos anos, podendo chegar até 1 m ou mais de crescimento em altura num ano. Quanto mais denso o maciço, maior é a rapidez de crescimento. O crescimento diamétrico se intensifica quando a planta atinge 20-30 anos. Brotos e árvores pequenas são muitas vezes destruídos em queimadas, geadas severas, acidentes ou devorados por insetos; indivíduos de até 3m de altura ainda podem perecer em frios extremos; os com mais de 40 cm de diâmetro já sobrevivem ao fogo.
Sua vida se estende em média de 200 a 300 anos, e pode chegar até a 500 anos, mas sua dinâmica regenerativa ainda não é bem compreendida. Os resultados das pesquisas não são concludentes e se contradizem. Soares afirma que ela não é uma espécie clímax, o que se provaria pela gradual substituição de antigos povoamentos de araucárias por latifoliadas; Imaguire a descreve como espécie secundária longeva, mas de temperamento pioneiro; pode ser uma espécie pioneira em campos supostos como relictos da vegetação de uma era anterior mais seca; pode também depender de periódicas perturbações no ambiente para poder expandir sua área, como quando das queimadas produzidas pelo homem ou por raios, já que sobrevive melhor ao fogo do que a maioria das angiospermas que a acompanham nas matas. Sua dependência do fogo é reforçada também pela grande flamabilidade das acículas, sendo esta uma característica típica de vegetais dependentes de fogo. De fato, é possível que a ausência de qualquer perturbação no ambiente leve a evolução do grupo para um clímax dominado por latifoliadas, com expulsão da araucária. A questão de se ela regenera bem no interior das florestas ainda é motivo de disputa. Um estudo de dinâmica populacional em uma floresta conservada e bem desenvolvida em Santa Catarina, encontrou que a regeneração natural não é suficiente para restabelecer o número de indivíduos adultos que morrem, sendo que a população decresce lentamente. Outro estudo, realizado em 25 áreas no Rio Grande do Sul, constatou que o número de árvores jovens correspondia à intensidade da perturbação florestal no local, o que para De Souza confirma a visão de que a araucária é uma espécie pioneira de vida longa. Segundo Da Silva et alii,
"A Araucaria angustifolia é uma espécie que tem algumas características de espécies pioneiras, pois apresenta regeneração natural na floresta onde ocorre, podendo com freqüência ocupar áreas de campo (Gurgel Filho, 1980; Rizzini, 1976 e Hueck, 1953). No entanto, segundo Soares (1979), ela não possui características fundamentais das pioneiras, como por exemplo, a mobilidade, tamanho e peso pequeno das sementes, poder germinativo e forma de disseminação, pois as sementes da araucária são grandes, pesadas e com poder germinativo curto".

### Cultivo

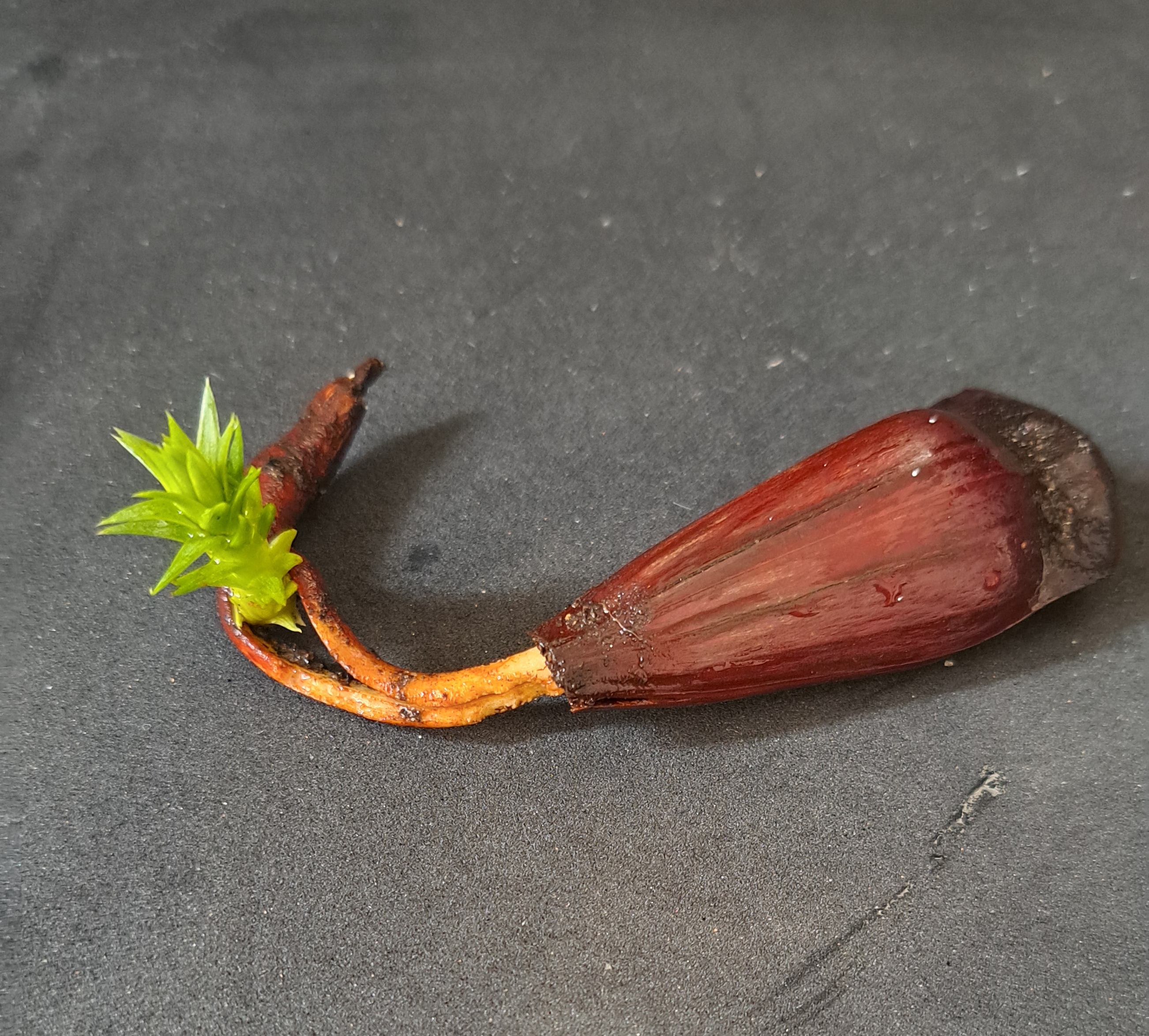
Semente em processo de germinação.

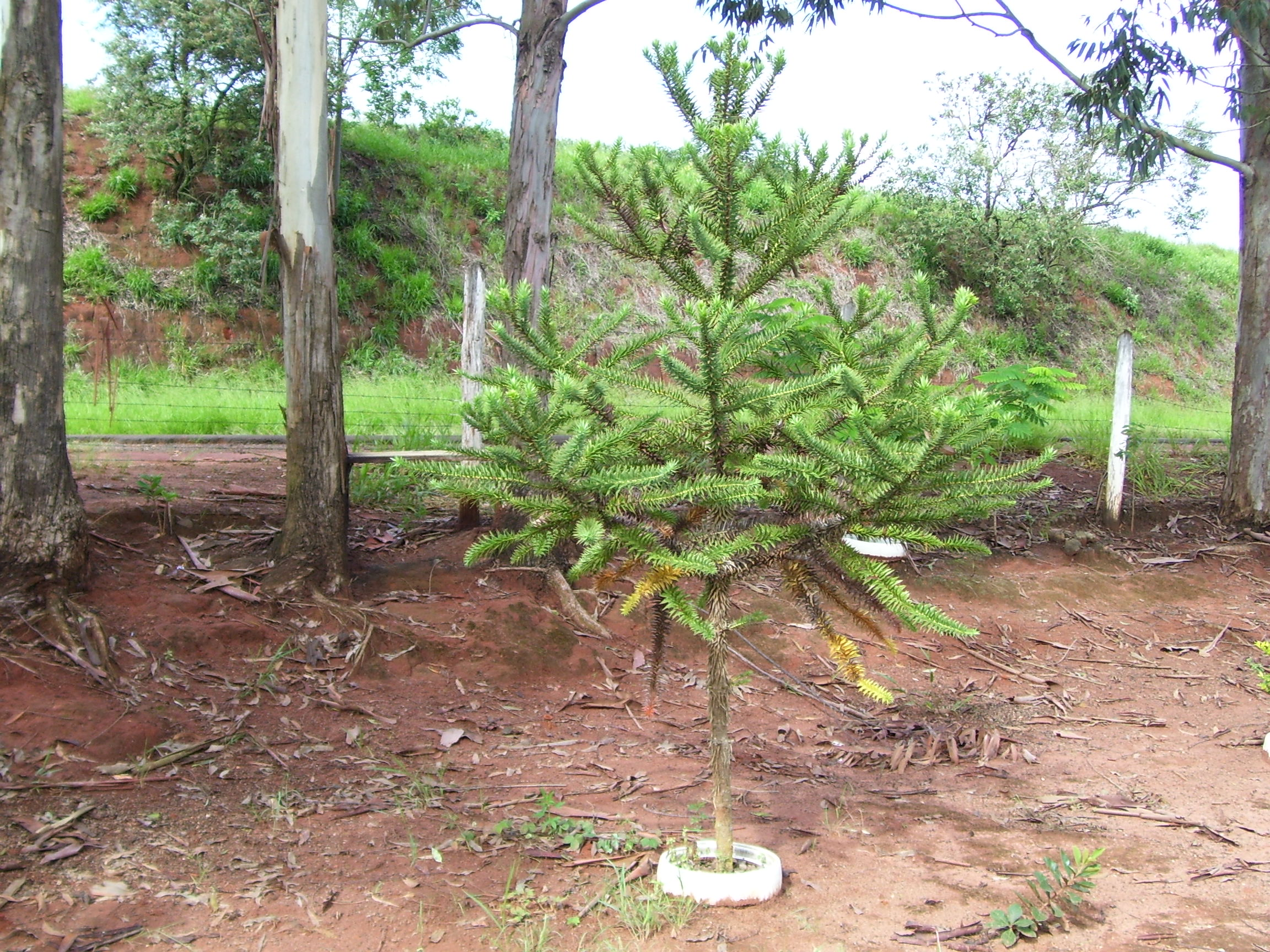
Árvore bem jovem em cultivo.

O cultivo da araucária se faz basicamente por meio da semeadura, mas, embora pouco utilizada, a enxertia é também um método de propagação viável. Mudas de araucária com 1,5 a 2 anos de idade foram enxertadas com bons resultados, mas durante o desenvolvimento os ramos apresentaram plagiotropismo e ortotropismo. Gurgel Filho citou dois métodos de enxertia, conseguindo 47,5% de êxito utilizando a garfagem, mas a borbulhia não deu resultados positivos. Embora prefira solos fundos e férteis, pode crescer em uma grande variedade de solos, excluindo porém os inundados, os arenosos e os muito rasos. Não se adapta bem a climas quentes mas tolera umidades atmosféricas bastante altas.
As sementes de araucária possuem boa germinação natural, dispensando a quebra de dormência, mas é costumeira a sua imersão em água à temperatura ambiente por 24 a 48 horas para embebição e semear somente os pinhões que afundam, rejeitando-se os que flutuam. A semeadura pode ser direta no campo, com três pinhões por cova, ou em recipiente, com 2 pinhões, colocados na posição horizontal. Segundo Carvalho, a semeadura direta nem sempre proporciona bons resultados, já que as sementes ficam muito vulneráveis ao ataque de animais, sendo mais seguro o uso de viveiros abrigados para produção de mudas. Recomenda que o recipiente para semeadura tenha pelo menos 20 cm de altura e 7 cm de diâmetro, com volume de substrato de 300 a 500 ml no mínimo. O substrato deve ser bem drenado, homogêneo, de baixa densidade e livre de contaminantes como pragas e doenças. Conforme sua composição, pode ser necessária adubação adicional. A muda deve permanecer no viveiro até atingir 15 a 20 cm de altura. Pode ser plantada a pleno sol em plantios puros ou sob vegetação matricial para conversão ou transformação.
A árvore se beneficia do espaçamento adequado das mudas, da desrama controlada e, na semeadura, da amputação da ponta da casca da semente que ultrapassa o endosperma, respectivamente acelerando seu crescimento em altura, produzindo madeira mais limpa, sem nós, e favorecendo a germinação e a produção de um sistema radicular forte e direito. Malinovski também recomenda a poda radicular das mudas no método de plantio com raiz nua, a fim de formar sistemas radiculares fasciculados, que ele considera favorecerem o crescimento da planta.

### Inimigos e doenças

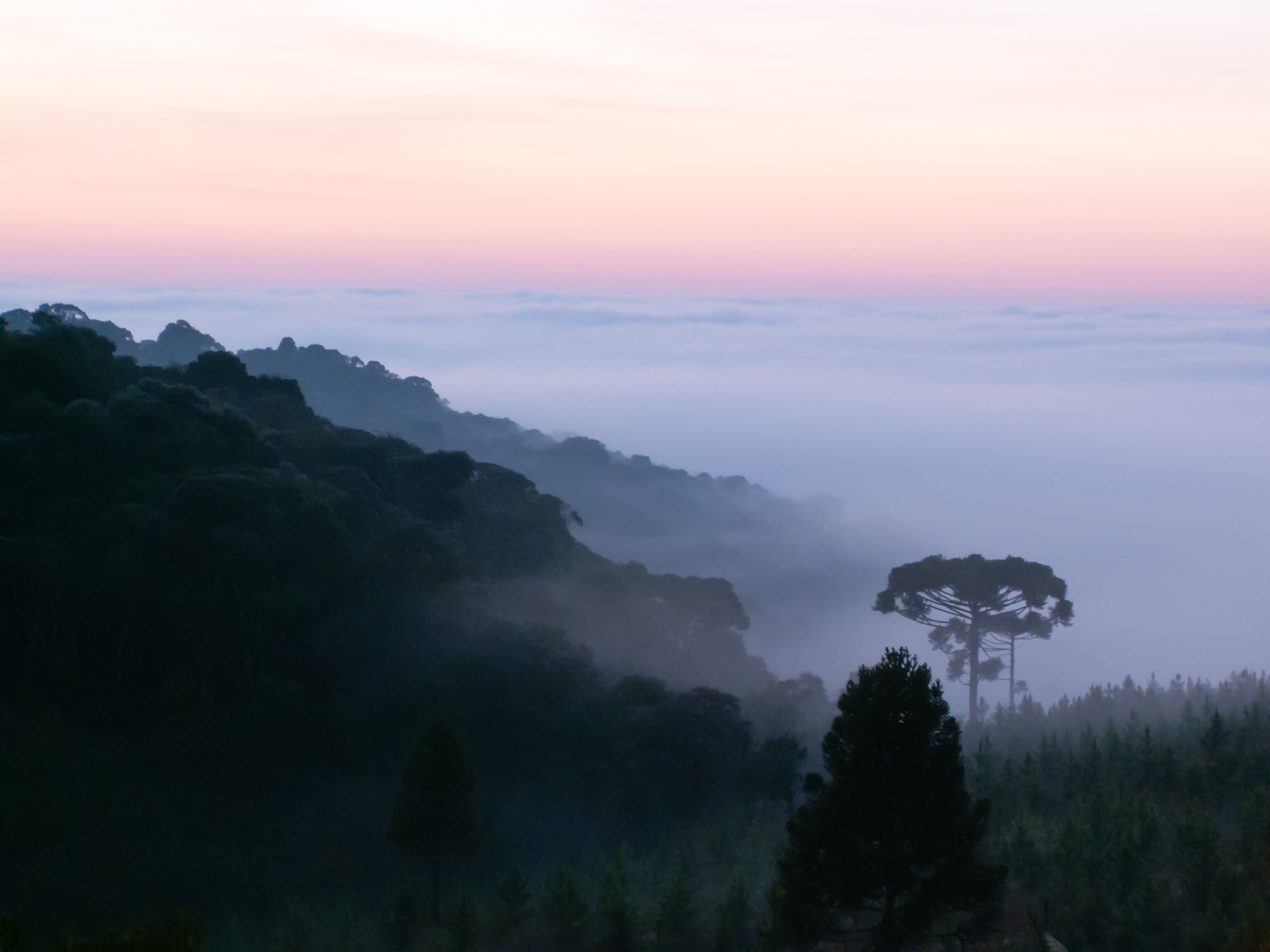
Araucárias, resistindo à beira de um novo reflorestamento de Pinus elliottii.

O maior inimigo da araucária é, como já se aludiu e como será detalhado adiante, o homem. Depois dele vêm os fungos, destacando-se o Armillaria mellea, que provoca armilariose; o Cylindrocladium sp., que ataca as plantas adultas, provocando amarelecimento e secura; o Diplodia pinea, que provoca seu apodrecimento, e Rosellinia bunodes, causando podridão-negra em plantas adultas. Também tem insetos entre seus inimigos naturais, e dentre eles os lepidópteros são os mais agressivos, especialmente a Cydia araucariae, que danifica as sementes; a Dirphia araucariae e a Fulgurodes sartinaria, que destroem as acículas, e a Elasmopalpus lignosellus, que lesiona o colo das plantas jovens. Apesar de contribuírem para a dispersão das sementes, alguns animais pelo mesmo ato agem como inimigos, comendo a grande maioria delas. Aves e mamíferos também podem se alimentar de brotos e plantas novas, como a perdiz (Rhynchotus rufescens rufescens) e o ratinho-do-mato (Oligoryzomys utiaritensis).
Entre as causas químicas de doenças cite-se como a maior a deficiência de nutrientes, cujo efeito se manifesta como redução do ritmo de crescimento, malformações e principalmente como clorose, associados principalmente à carência de nitrogênio, fósforo, ferro, manganês, magnésio, boro, cálcio, enxofre e sódio. Excesso ou escassez de água, pouca insolação, temperatura inadequada, substâncias tóxicas e excesso de minerais também são causas de distúrbios.

## Importância econômica e cultural
Sua madeira é de alta qualidade e já foi de importância básica para a economia brasileira e possivelmente de toda a América do Sul ao longo de todo o último século. Sua cor é branco-amarelada e uniforme, com o alburno pouco diferenciado do cerne. A textura é fina e uniforme. A madeira é facilmente atacada por fungos e cupins, porém aceita bem tratamentos protetores. Mostra tendência à distorção e rachaduras na secagem natural, exigindo secagem artificial controlada para melhor aproveitamento. Por outro lado, é fácil de trabalhar, indicada para uma grande variedade de produtos, desde o palito de fósforo até o mastro de navio, passando pelos móveis, forros, caibros, caixas, artesanato e muitos outros usos. Como combustível, seus nós em especial apresentam alto poder calorífico, tendo sido largamente usados nos fogos domésticos e em caldeiras de locomotivas e de embarcações, e hoje alimentam os fornos de metalúrgicas. Também é procurada para fabrico de papel, tendo fibra longa, que confere maior resistência ao papel, e cor clara, que necessita de menos branqueamento químico.
A exploração mais intensiva desta árvore dependeu primeiro da abertura de caminhos das suas regiões de ocorrência, geralmente no cimo de serras, até o litoral, onde primeiro o comércio brasileiro se consolidou. Em 1871 foi instalada a primeira grande companhia exploradora, a Companhia Florestal Paranaense, que se aproveitou da projetada construção da estrada de ferro Curitiba-Paranaguá, mas a estrada não apareceu logo e a empresa acabou fechando por insuficiência de infraestrutura para o transporte da madeira. Depois da abertura de outras estradas de ferro e ramais, nas décadas seguintes, a exploração da extensa floresta de araucária paranaense se tornou economicamente viável e logo adquiriu importância.

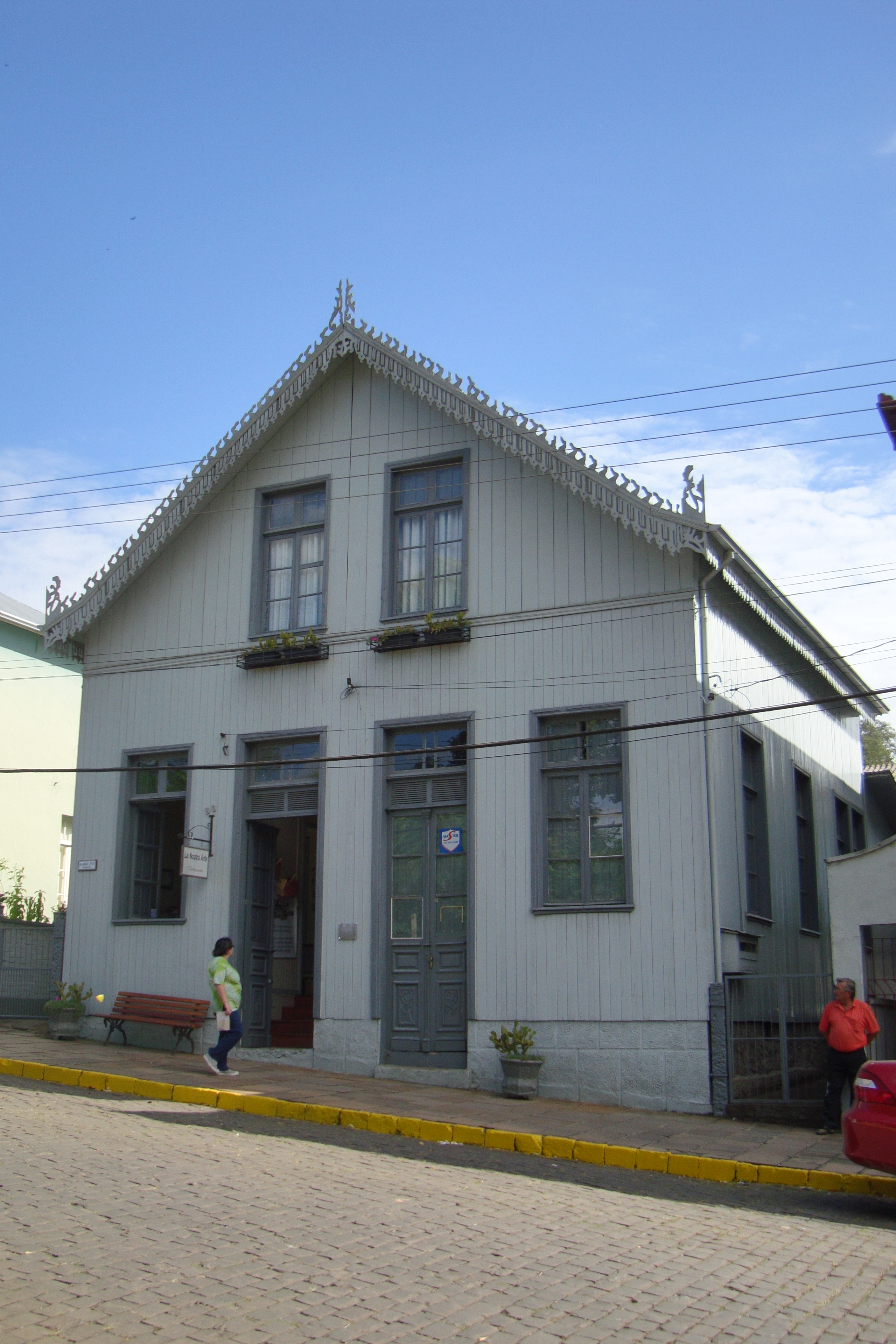
Casa Luciano Zanella em Antônio Prado, 1919-1920

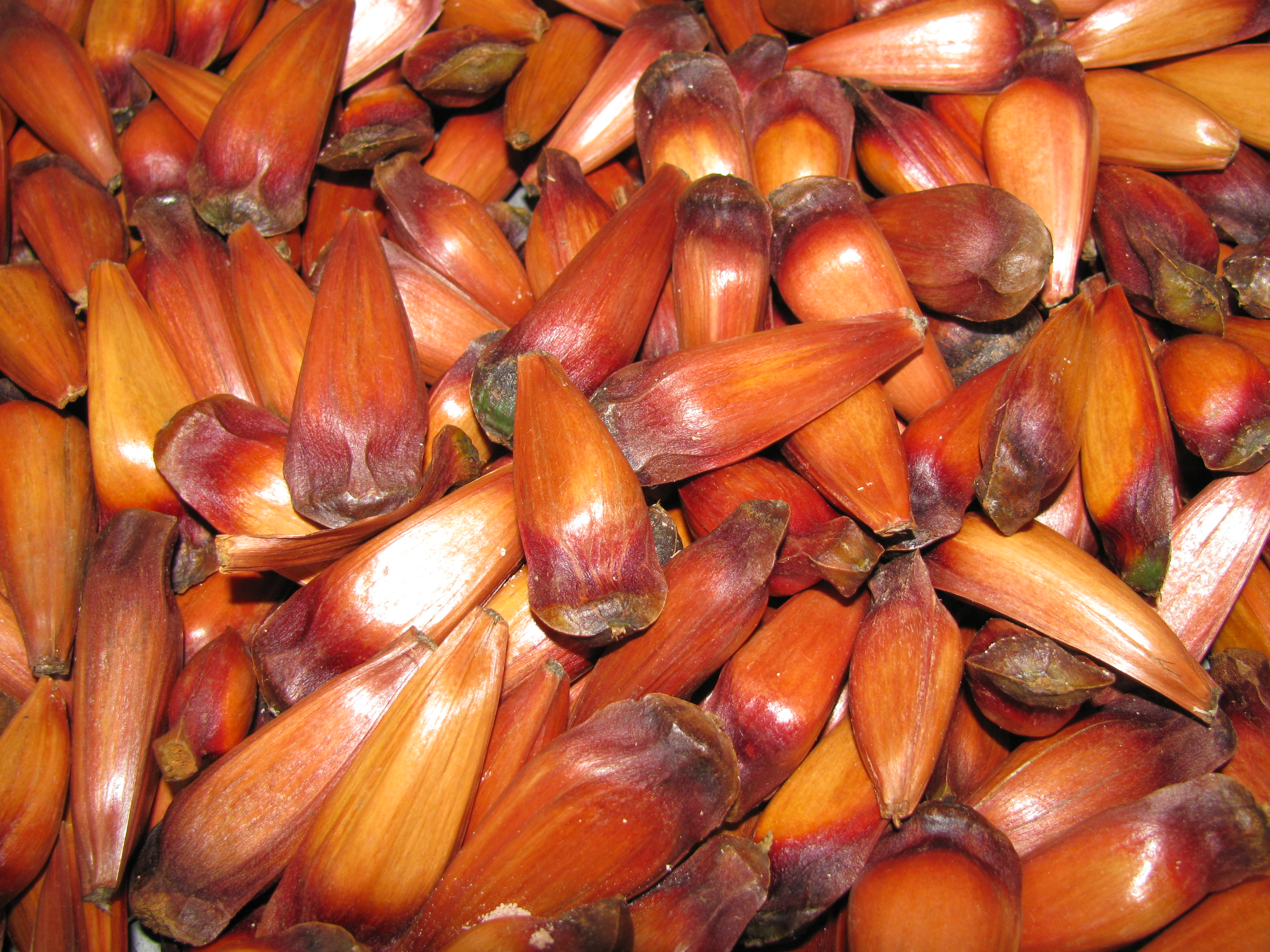
Os nutritivos pinhões

Na mesma época se iniciava a colonização italiana nas serras do Rio Grande do Sul, aparecendo a araucária como uma das grandes fontes de renda inicial para o colono, que, vindo pobre da Europa, ao derrubar as matas, abrindo espaço para a agricultura, logo podia usar a madeira para fazer sua casa e vender o excedente para manter-se nos difíceis primeiros anos da colônia, numa região onde até sua chegada não havia senão floresta virgem. A madeira da araucária se tornou o material preferencial na original arquitetura que ali floresceu, com ela se produzindo inúmeras edificações de beleza plástica rara e singela, tanto em zona urbana como na rural, muitas delas hoje protegidas pelo poder público dos seus municípios ou do estado. Uma série de casas do centro histórico de Antônio Prado, por sua extraordinária importância, foram tombadas em conjunto em nível nacional pelo IPHAN.
Durante a Primeira Guerra Mundial, entravado o comércio com a Europa, a araucária passou a abastecer o mercado interno e o argentino, multiplicando-se as serrarias, que se deslocavam à medida que os pinheirais de cada local se esgotavam. Depois da guerra foi melhorado o sistema de transporte, introduzindo-se o caminhão, livrando a indústria madeireira da dependência exclusiva da estrada de ferro. Com isso a derrubada ficou incontrolável em todos os estados da Região Sul do Brasil. Na Segunda Guerra Mundial a madeira de araucária liderou as exportações do Paraná e foi importante no processo de industrialização de outros estados. Segundo Hueck, no ano de 1963 representava 92% do total das exportações brasileiras de madeira. Em seguida o ciclo madeireiro começou a declinar, à medida que as reservas naturais desapareciam e os primeiros experimentos de reflorestamento comercial fracassavam.
Suas sementes participavam da dieta de indígenas que ocupavam a região, e salvaram muitas famílias de imigrantes italianos da fome no fim do século XIX, quando se iniciava, em condições extremamente precárias, a colonização no Sul, integrando-se prontamente à culinária colonial, in natura ou transformadas em farinha, pães e massas. Atualmente os pinhões são uma forma de agregação de renda ao pequeno produtor rural, auxiliando a fixação do homem na terra. Os pinhões são consumidos preferencialmente assados ou cozidos, mas com farinha de pinhão é possível confeccionar broas, tortas e pães. Também pode ser utilizado para o preparo de suflês, rocamboles e pudins, e é um prato típico das Festas Juninas. Na região de Lages o pinhão é elemento principal de pratos típicos e é celebrado na Festa Nacional do Pinhão. Sua colheita, porém, é muito trabalhosa, e seu fluxo de comercialização se caracteriza pela baixíssima industrialização e pobre retorno financeiro.
O cultivo planejado da araucária iniciou nas primeiras décadas de século XX. Em meados do século foram iniciadas boas experiências de reflorestamento nas Florestas Nacionais, mas comercialmente, por vários motivos, a espécie ainda é pouco cultivada, apesar de seu alto valor econômico. Parece, contudo, que se adequadamente planejado, o cultivo pode ser efetivamente uma opção rentável, além de oferecer uma série de outros benefícios, tais como abrigo para a fauna, proteção do solo, proteção das águas, material para estudos científicos e educação ambiental, fixação de carbono, valorização de imóveis e fomento ao turismo ecológico. Segundo Koehler,
"Um estudo conduzido pelo Banco Regional de Desenvolvimento do Extremo Sul (BRDE, 2005) demonstra que o reflorestamento de araucária pode ser interessante do ponto de vista do retorno financeiro, quando se considera uma produtividade superior a 20 m³/ha/ano. Isto significa que plantar a espécie torna-se economicamente viável somente em sítios de elevada produtividade, quando o foco é a produção de madeira. Do contrário, há motivações econômicas que justificam preferir espécies exóticas de rápido crescimento por parte das empresas de base florestal. Contudo, o mesmo estudo aponta que em termos gerais e mesmo em sítios de baixa produtividade, o cultivo de araucária não gera prejuízos, e isto deve ser considerado sempre que se tem em mente um projeto ambiental, onde poderia ser aplicado não só capital a fundo perdido e recursos próprios, mas também capital oriundo de financiamentos bancários. Na linguagem econômica este seria um investimento pouco atrativo, mas, ainda assim, capaz de gerar enormes ganhos ambientais. Ainda há de se considerar outras possibilidades de geração de receitas com florestas plantadas com araucária, como obtenção de créditos de carbono, tendência das grandes corporações em apoiarem projetos ambientais, agregação de valores aos produtos madeiráveis e não madeiráveis (pinhão), entre outras".
Nos três primeiros anos seu cultivo pode ser consorciado com o de milho, feijão, arroz e a aveia, que além de não a prejudicarem, dão-lhe alguma sombra, já que o sombreado moderado é condição importante para o início do crescimento, e geram uma renda extra que cobre custos da cultura florestal. Outro estudo, produzido pela Associação de Preservação do Meio Ambiente do Alto Vale do Itajaí (Apremavi), mostrou que a araucária é uma boa alternativa econômica para recuperação de áreas degradadas, plantada em associação com outras espécies nativas que possuam valor econômico, como a erva-mate, a bracatinga, a espinheira-santa, o palmito, a canafístula, o cedro, a tucaneira, o angico, a imbuia, o sassafrás e a peroba.

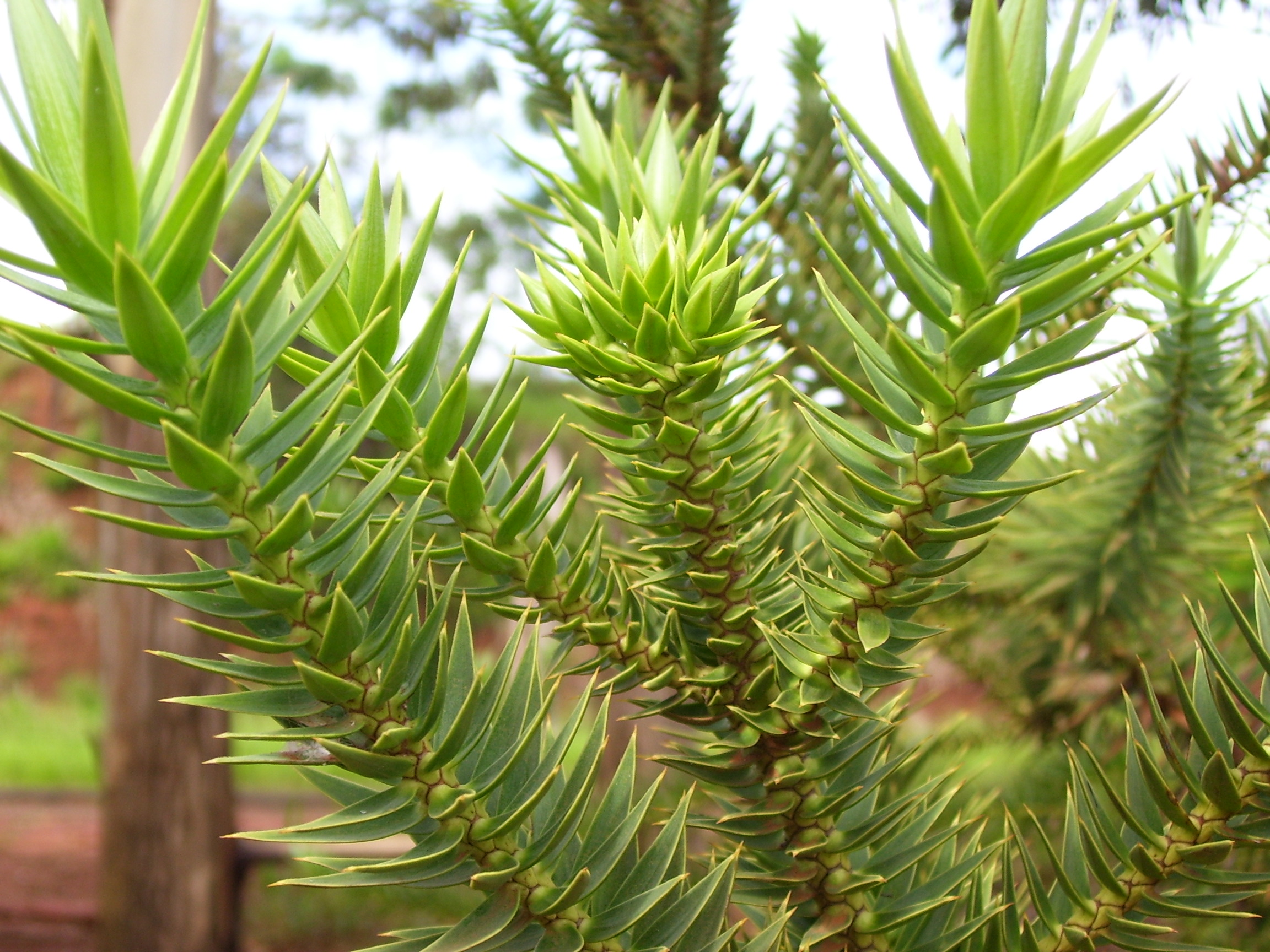
Folhas da araucária

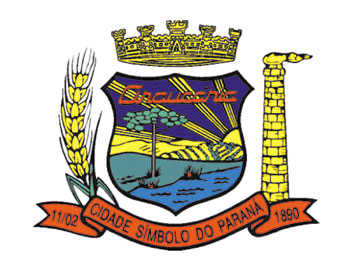
Brasão da cidade de Araucária, com a presença da árvore em uma paisagem evocativa

Por outro lado, apesar da madeira da araucária ser considerada superior à do Pinus, esta é preferida pelos mercados por não representar risco de infração às leis ambientais vigentes. O comércio de madeira e outros produtos derivados da araucária enfrenta sérios obstáculos, tanto no mercado interno quanto externo, por se tratar de uma árvore nativa incluída na lista de espécies ameaçadas de extinção.
De suas folhas já se extraíram seis biflavonoides que são apontados como agentes contra inflamações e artrite, além de etil-acetato e n-butanol, de comprovada ação antiherpética. No pinhão também estão presentes flavonóides com poder antioxidante e uma lectina de ação anticonvulsivante. Na medicina caseira, atribui-se popularmente ao pinhão poderes de combate à azia, anemia e debilidade do organismo. As folhas cozidas são usadas para combater a anemia e tumores provocados por distúrbios linfáticos. A infusão da casca mergulhada em álcool é empregada para tratar "cobreiros", reumatismo, varizes e distensões musculares.
Da sua casca também se pode fazer uma beberagem fermentada de sabor agradável, e suas cinzas contêm grande quantidade de potassa. A sua resina pode ser destilada e se tornar fonte de alcatrão, óleos diversos, terebentina, vernizes, acetona, ácido pirolenhoso e breu, com muitas aplicações industriais. As árvores jovens também são muito usadas como árvore de Natal.
Este pinheiro, segundo Basso, penetrou fundo no sentimento do mesmo povo que lhe foi tão predador e hoje domina em seu lugar esses planaltos e serras, tornando-se uma imagem emblemática e afetiva:
"O morador do planalto quando viaja para outras terras, ao retornar e divisar as primeiras silhuetas da araucária no horizonte, percebe que chegou em sua casa. Esta é sua pátria sentimental, onde tem suas raízes. O viajante ao penetrar no território do planalto sul brasileiro percebe logo que se encontra neste território específico, tão característica é esta árvore, um verdadeiro epônimo do sul. O pinhão imprime na convivência dos moradores, hábitos e momentos inesquecíveis. O homem rural, quer da colônia, quer dos campos e os moradores das cidades da região, sempre terão na sua lembrança o pinhão assado ou cozido no aconchego do lar em dias sombrios de inverno, ou a sapecada de grimpas (ramos secos), quase uma festa de São João para os habitantes destas paragens. Dizia o eminente biólogo e sacerdote Pe. Balduíno Rambo que sempre ao contemplar a paisagem desenhada de araucárias sentia-se em sua pátria, fascinado por essa esplêndida taça de verdura cortando o céu azul".
A árvore foi eleita como símbolo do estado do Paraná, sendo sua representação extremamente comum no artesanato estadual; deu nome à cidade de Curitiba através de seu apelativo indígena curi (curii-tyba, em tupi-guarani, significa "muito pinhão", ou "muito pinheiro"); é símbolo também da Serra da Mantiqueira, está nos brasões das cidades de Araucária, São Carlos, Campos do Jordão, Taboão da Serra e Itapecerica da Serra.

## Conservação

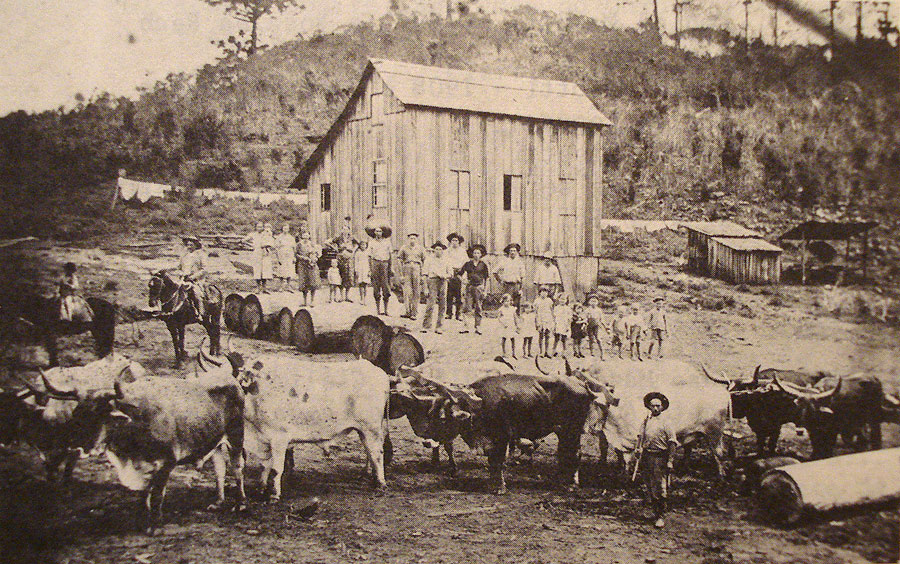
Propriedade de Italo Massotti em Caxias do Sul, fins do século XIX. Note-se as toras de araucária no chão, diante da casa do colono, que é feita de suas tábuas. Ao fundo, a floresta já devastada, com alguns espécimes ainda de pé. Foto do Arquivo Histórico de Caxias do Sul.

Estima-se que a floresta de araucária cobriria originalmente 200 000 km², tendo diminuído em 97% no último século. Além do corte da araucária para exploração da madeira, seu ecossistema compete em desvantagem com o avanço da fronteira agrícola, os reflorestamentos são poucos e a espécie perde 3 400 toneladas anuais de sementes para consumo alimentar humano. As populações do Paraguai não são produtoras de sementes, e na Argentina a floresta, que em 1960 tinha 210 000 ha, atualmente tem 1 000 ha apenas.
Um estudo encomendado pelo Ministério do Meio Ambiente em 2002 concluiu que "a floresta ombrófila mista está no fim e, se não for criada, imediatamente, uma série de unidades de preservação, corre-se um grande risco de perder esse ecossistema. [...] Os raros remanescentes florestais nativos são de dimensões reduzidas, encontram-se isolados e com evidentes alterações estruturais". Outra pesquisa, realizada pela Universidade Federal de Santa Catarina, mostrou uma perda de mais de 50% na variabilidade genética da espécie.

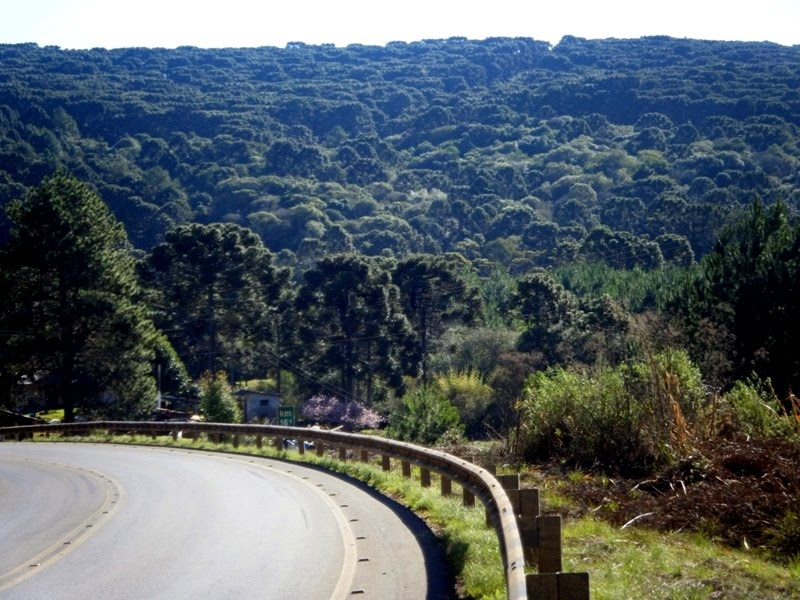
Araucárias na Floresta Nacional de Caçador

Em Santa Catarina, o único trecho onde as características estruturais da floresta ombrófila mista foram mantidas é Ponte Serrada, com 7.947 hectares, correspondendo a 0,5% das matas naturais desse ecossistema. No Paraná estimativas de 2009 indicavam 0,8%, mas talvez esse número já esteja desatualizado, pois o ritmo de desmatamento é alto, como advertiu João Medeiros, diretor do Centro de Ciências Biológicas da Universidade Federal de Santa Catarina. Em contrapartida, com as condições climáticas atuais, que estão causando um recuo nas áreas de campo no Sul e Sudeste do Brasil, as araucárias estão podendo colonizar novas áreas, mas isso não é suficiente. A araucária está na lista de espécies ameaçadas do Instituto Brasileiro do Meio Ambiente e dos Recursos Naturais Renováveis (IBAMA), do Instituto de Botânica de São Paulo e da Fundação Biodiversitas. Figura na Lista Vermelha da União Internacional para a Conservação da Natureza e dos Recursos Naturais (IUCN) como espécie em perigo crítico de extinção.

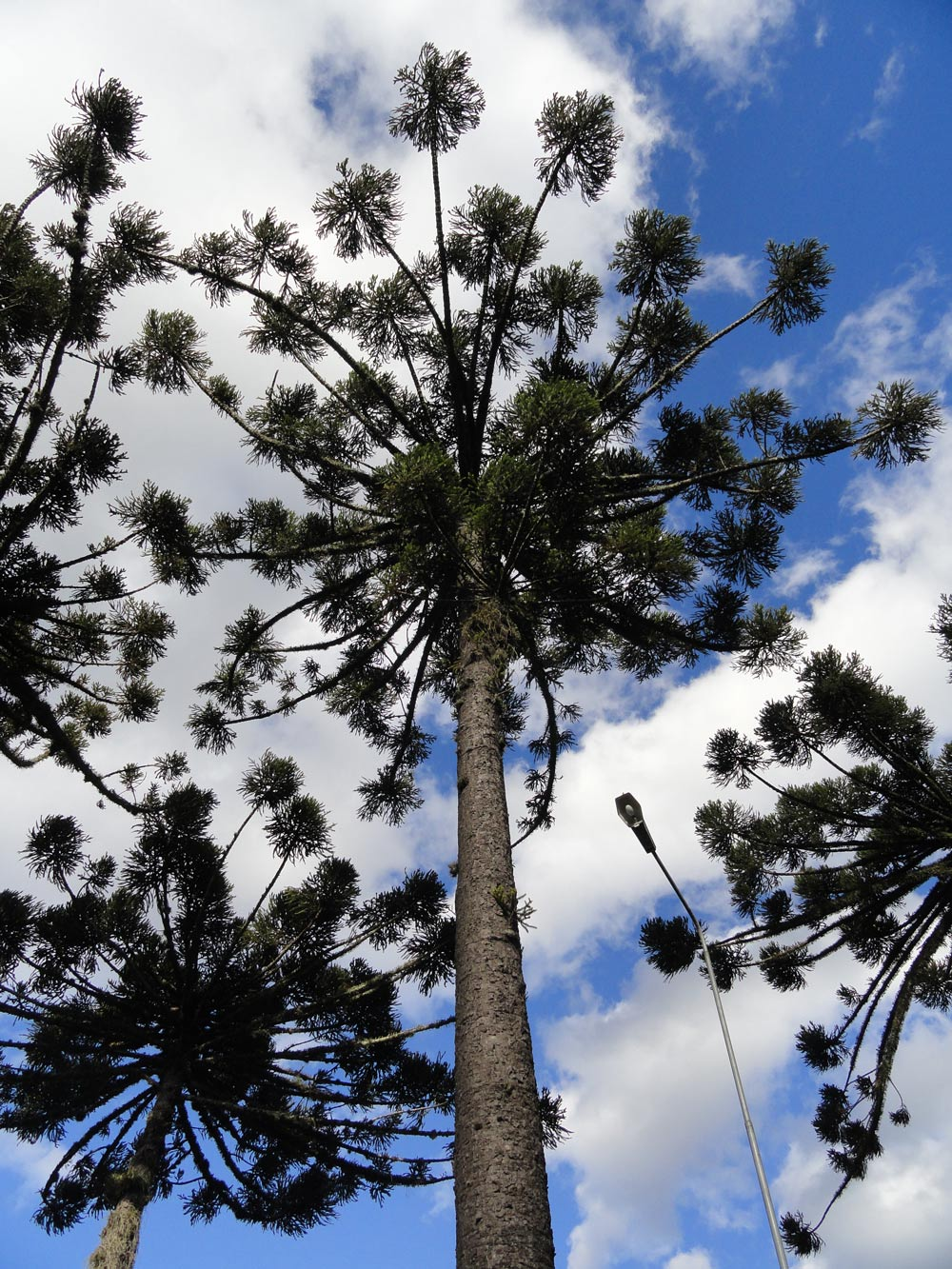
Araucárias em parque privado em Caxias do Sul

A modalidade de conservação in situ é, segundo Angeli, a que apresenta maiores dificuldades para ser executada, não apenas pela fragmentação das populações naturais e pelo longo ciclo reprodutivo, mas principalmente pela pressão de ocupação do meio rural. Em um estudo Sanquetta disse que, embora preliminares, seus resultados indicam que as práticas de manejo do pinheiro autorizadas por lei precisam ser revistas, pois os cortes seletivos permitidos, de baixa magnitude em trechos pequenos de floresta, não favorecem a regeneração natural da espécie. Em seminário realizado pela Emater em Curitiba, a maioria dos pesquisadores afirmou que a proteção total à araucária é mais prejudicial à sua sobrevivência do que o manejo sustentado, pois este adiciona interesse econômico à espécie e estimula o reflorestamento. Soares afirma ainda que a falta de conhecimentos sobre o comportamento e as capacidades regenerativas da espécie precipita sua extinção. Para Azevedo, o estudo das interações da araucária com a micro e macrofauna associadas também é fundamental para o melhor manejo da espécie.
Na década de 1960 grandes empresas implantaram significativos programas de reflorestamento, mas desafortunadamente a maioria deles não correspondeu às expectativas. Seu ciclo de reprodução prolongado e seu crescimento lento, exigindo muitos nutrientes, mais as restrições que progressivamente disciplinaram seu corte, diminuindo a sustentabilidade econômica da espécie, tornam-na pouco atrativa para ser usada em reflorestamentos comerciais. Por isso a cultura foi sendo preterida em favor do Pinus e do Eucalyptus, espécies exóticas mas de crescimento rápido e poucas exigências. Além disso, disseram Da Silva et alii que a preferência da araucária por solos de alta fertilidade, característica amiúde mal interpretada, é outro dos fatores que intimidam potenciais reflorestadores, pois....
"[...] pode-se atribuir à falta de informações silviculturais específicas para cada sítio, o desinteresse pelo plantio e a pequena área reflorestada com a espécie. A A. angustifolia ocorre sobre diversos tipos de solos, desde os menos férteis, como os derivados de arenitos, como exemplo a região dos Campos Gerais, até os mais férteis, derivados de basalto, no sudoeste do Paraná e oeste de Santa Catarina. [...] A evolução da silvicultura permitiu dominar-se as técnicas de produção de mudas e de plantio, no entanto a seleção do sítio continua inadequada, pois são destinadas, para o reflorestamento, áreas marginais na maioria das situações. As araucárias, segundo Hoogh (1981) e Hoogh & Blum (1981), são exigentes em qualidade de sítio. Destacam ainda que os elevados custos iniciais devem-se ao crescimento inicial lento, que está relacionado com a má escolha do sítio e práticas culturais inadequadas.".
Flávio Zanette, da Universidade Federal do Paraná, relata que a presença da araucária em suas terras é considerada por muitos agricultores como um entrave aos seus objetivos:
"Antigamente, o agricultor ia para a roça jogando pinhões no chão. Seu neto, hoje em dia, onde vê araucária nascendo, arranca, porque se deixar crescer não poderá cortá-la. A araucária, para ele, será um problema de espaço. Nem nos quintais, na cidade, se planta mais. E qualquer espécie sem renovação, mesmo que dure 300 anos — e algumas araucárias chegam a mais de 500 — está fadada a desaparecer. Todos os anos, 1% das araucárias morre naturalmente. Se não houver pelo menos 1% de natalidade, ela será extinta".

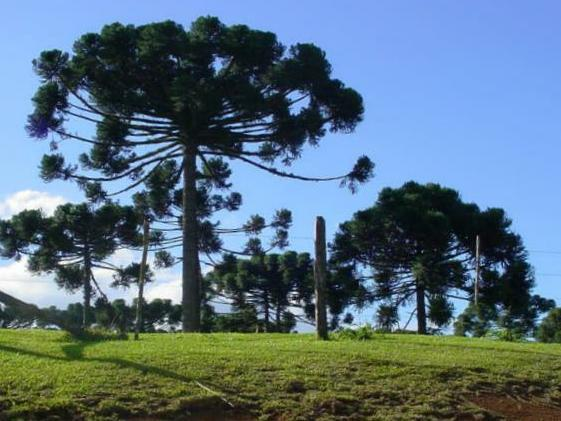
Bosque remanescente de araucárias em Almirante Tamandaré, no Paraná

Por outro lado, muitas áreas com perdas severas ainda podem ser recuperadas, e de acordo com Yamaguchi atualmente existem inúmeros projetos visando ao reflorestamento e uso sustentável desse pinheiro, e é a espécie nativa mais estudada com vistas ao melhoramento e conservação de recursos genéticos por meio da formação de bancos de germoplasma in situ e ex situ. Mas as conclusões sobre o melhoramento genético dessa espécie ainda são incertas.
Muitas instituições estão voltando sua atenção para a conservação da Araucaria angustifolia, entre elas a Fundação de Pesquisas Florestais do Paraná com o projeto "Conservação do Bioma com Araucária", em parceria com o Instituto Agroflorestal, o Instituto Ambiental do Paraná, a Polícia Florestal e as prefeituras municipais. Merecem destaque os trabalhos de pesquisa realizados pelo Laboratório de Ecologia Vegetal da Universidade do Vale do Rio dos Sinos (Unisinos), em colaboração com a Universidade Federal de Santa Maria, produzindo a primeira descrição em grande escala dos padrões de regeneração natural das araucárias em florestas nativas. Também são importantes as iniciativas da EMBRAPA e da Associação Ecológica de Canela (ASSECAN), em Canela, atuando intensamente na proteção e conservação dos resquícios de Mata de Araucária.

### Proteção legal
A araucária é protegida por lei desde a publicação da Carta Régia de 13 de março de 1797, que reservava os pinheiros para uso exclusivo da Coroa portuguesa. Contudo, a exploração tomou força e fugiu ao controle, atingindo seu ápice no século XX. Diante da ameaça iminente de exaustão da espécie, outras leis foram sendo formuladas. A Portaria Normativa DC n° 20 de 27 de setembro de 1976 do Instituto Brasileiro de Desenvolvimento Florestal, definiu várias medidas para a proteção das sementes, disciplinando a colheita e comercialização do pinhão e o proibindo o abate de árvores com pinhas na época da queda de sementes. Mas até meados da década de 1980 ainda não existiam restrições importantes à exploração indiscriminada das florestas de araucária. Limites generosos foram definidos nos "Planos de Exploração Florestal", permitindo o corte de praticamente todos os indivíduos com diâmetro de tronco acima de 40 cm.

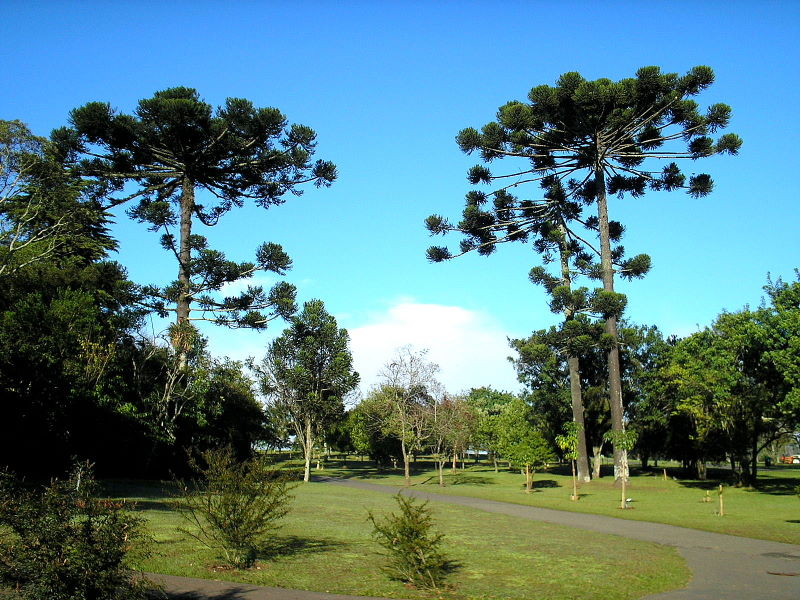
Araucárias no Jardim Botânico de Curitiba

Mais adiante, foi objeto de proteção pela Constituição Brasileira de 1988, que consagrou o meio ambiente equilibrado como um bem de uso comum do povo, essencial à sadia qualidade de vida, no conceito de manejo sustentável, obrigando também o Estado à proteção e preservação do património genético. O Código Florestal Brasileiro - Lei n.º 4.771/1965, com as alterações feitas pela Medida Provisória nº 2.166-67/2001 - representou um significativo avanço na proteção das florestas brasileiras, conceituando e protegendo de maneira particularizada os diferentes tipos de florestas e formações vegetais. O Decreto nº 750/93 dispõe sobre o corte, a exploração e a supressão de vegetação primária ou nos estágios avançado e médio de regeneração da Mata Atlântica, incluindo a floresta ombrófila mista. O Conselho Nacional do Meio Ambiente (CONAMA) publicou uma extensa série de normas regulando o uso das florestas na Região Sul. Em maio de 2001 o CONAMA determinou ao IBAMA a suspensão das autorizações concedidas, por ato próprio ou por delegação, para corte e exploração de espécies ameaçadas de extinção constantes na lista oficial daquele órgão - onde a araucária está inscrita -, excetuando-se os casos de utilidade pública, que devem ser precedidos de um estudo de impacto ambiental. Os estados sulinos também se dedicaram a criar variada legislação sobre a araucária e sobre a sua floresta.

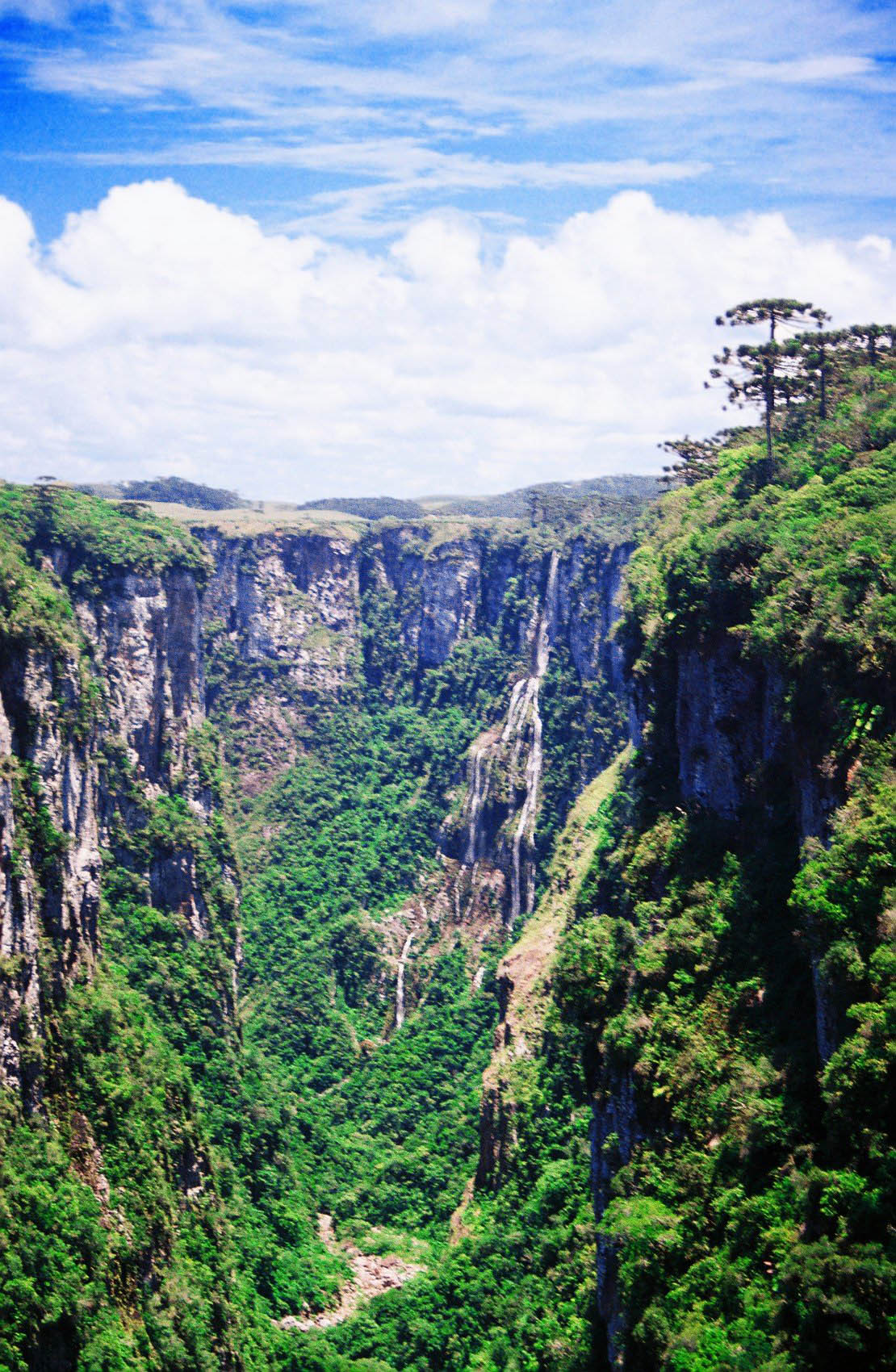
Grupo de araucárias à direita, sobre o canyon do Itaimbezinho, no Parque Nacional de Aparados da Serra

A tendência recente tem sido a de proibir qualquer tipo de intervenção no bioma da araucária, mesmo na forma do manejo sustentável autorizado pela Constituição. Porém, a experiência tem demonstrado que se de um lado aumenta o rigor na interpretação da lei, sua aplicação pode se revelar inconsistente ou ineficaz, e a despeito da variada e vasta proteção sacramentada pela lei ainda ocorrem muitas violações e abusos. Na opinião de Paulo de Tarso Pires o problema é ainda mais complexo, dizendo que muitas dessas leis carecem de eficácia jurídica por serem construídas sobre vícios técnicos. Até os limites para exploração autorizados por lei podem estar favorecendo o desaparecimento da espécie, provocado perdas irreparáveis na biodiversidade da floresta e desestruturando muitos remanescentes florestais. Basso diz que somente a lei não conseguirá evitar a extinção da espécie, é preciso que a sociedade adote uma nova consciência ambiental, em direção ao manejo sustentável e racional dos recursos naturais, então o seu fim poderá ser impedido.
Entre as incongruências da política oficial, apesar de sua importância e de estar em estado de ameaça crítica, há poucas unidades de conservação para seu sensível ecossistema, e o próprio governo federal brasileiro aprovou a criação da Usina Hidrelétrica de Barra Grande, na divisa de Santa Catarina com o Rio Grande do Sul, cujo lago inundou uma área de aproximadamente 8.140 hectares onde sobrevivia um dos mais bem preservados e biologicamente ricos fragmentos de floresta ombrófila mista do estado de Santa Catarina. As maiores reservas se encontram no Parque Nacional de São Joaquim, com 49 300 hectares; no Parque Nacional das Araucárias, com 12 841 ha; no Horto Florestal de Campos do Jordão, com 8 341 ha; na Estação Ecológica da Mata Preta, com 6 563 ha; na Floresta Nacional de Irati, com 3 495 ha, e na Reserva Florestal Embrapa/Epagri de Caçador, com 1 157,48 ha. Os parques nacionais de Aparados da Serra e do Iguaçu têm pequenas áreas de florestas com araucárias. Em parques municipais podemos citar o Parque Natural Municipal da Costa Neto, em Lages, Parque Natural Municipal das Araucárias, em Guarapuava e no Parque Natural Municipal Morro do Ouro em Apiaí.